# Historia de la prensa en España

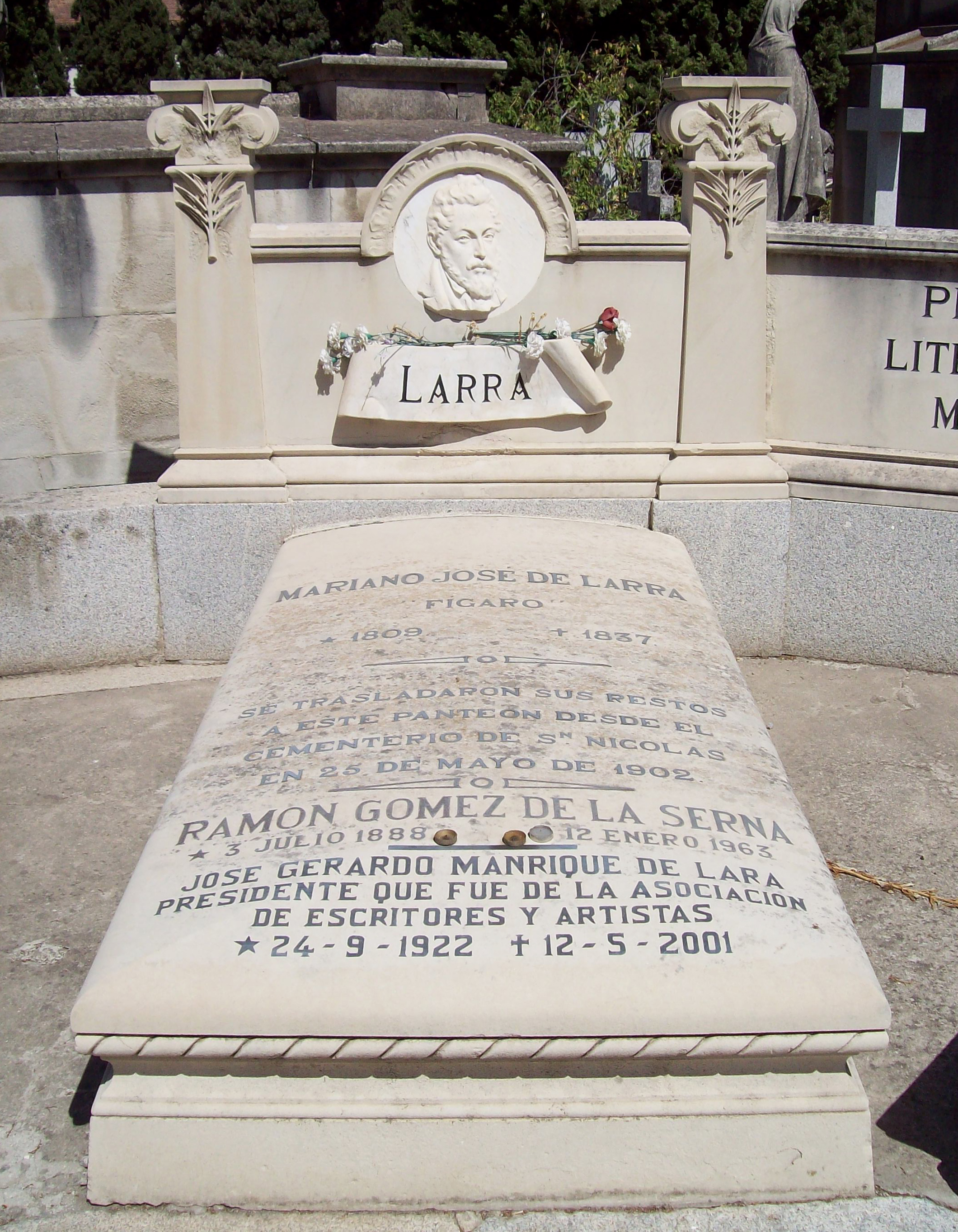
Actual tumba del periodista Mariano José de Larra (1809-1837) en el cementerio de San Justo.

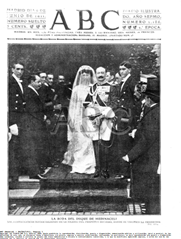
Portada del ABC de Madrid, 6 de junio de 1911; es uno de los periódicos más veteranos y extensos del panorama periodístico español

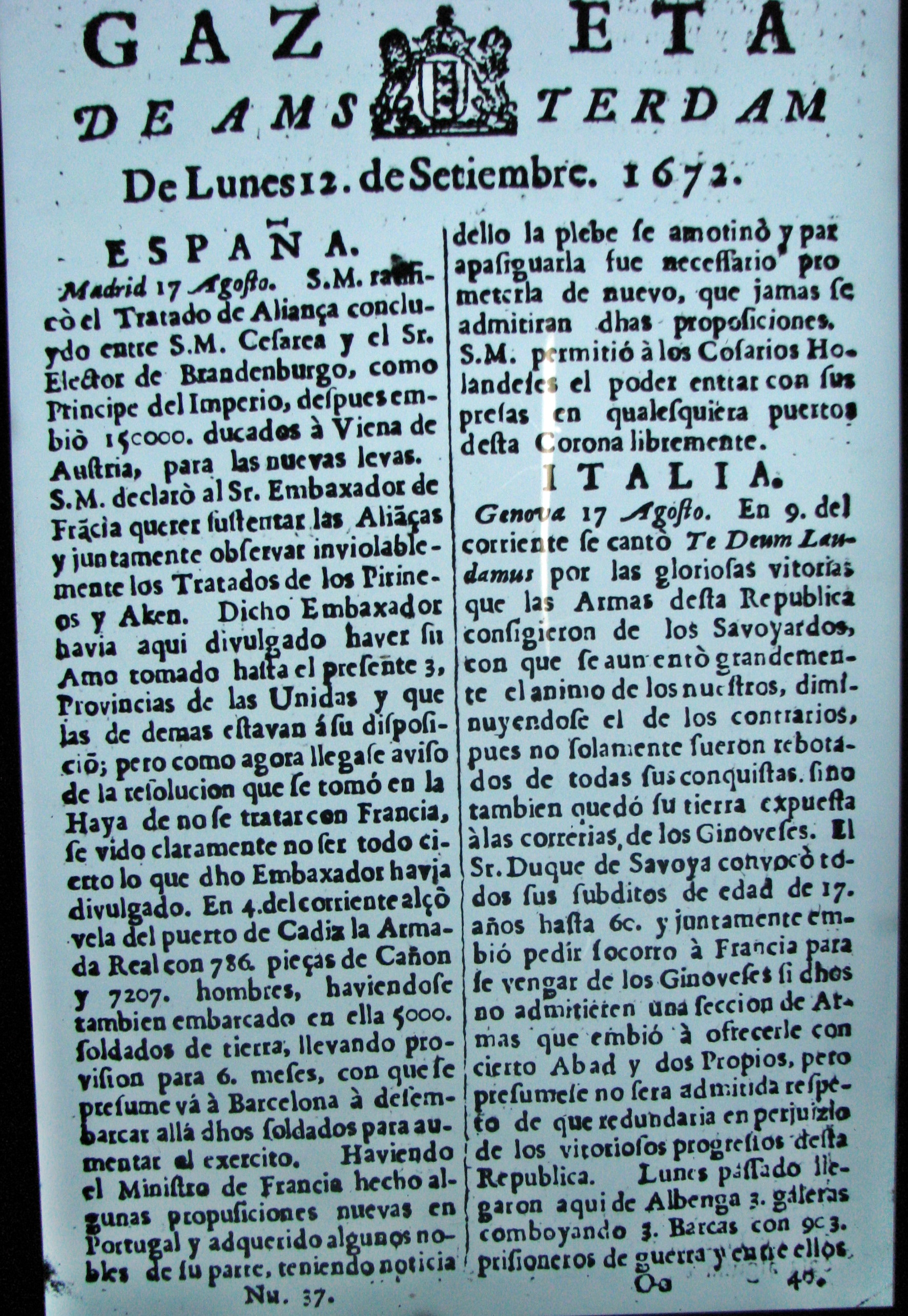
Portada de un ejemplar de la Gazeta de Amsterdam

La historia de la prensa española, entendida más como un estudio positivista de la hemerografía histórica que como una historia del periodismo o de la comunicación, comienza en el siglo XV de forma dispersa con los manuscritos y la impresión en xilografía de relaciones de sucesos. Poco después, la invención de la imprenta trajo la impresión de las primeras gacetas, aunque el inicio del periodismo en España se suele colocar en 1661, año de aparición de la Gaceta de Madrid. A partir de ahí se desarrollaría el denominado «periodismo viejo» hasta 1789 caracterizado por el dominio del Estado. En el siglo XIX comienza a aparecer la prensa de empresa que competirá con la prensa obrera y la prensa de partidos, acusando todas ellas una crisis a partir del 1898 que culminaría con la desaparición de numerosos periódicos al comienzo de la Guerra Civil. Una vez restaurada la democracia tras la Constitución del 1978, se asiste a un dominio total de las grandes empresas de comunicación sobre los diarios españoles.

## Hasta elsigloXVII
La historia de la prensa en España se inicia con los Romances noticieros, que daban cuenta de los sucesos de la Guerra de Granada en el siglo XV. En el siglo XVI la xilografía o grabado en madera permitió la difusión masiva y barata de todo tipo de escritos breves. Comienzan las relaciones de sucesos, elaboradas por personas pagadas por algún consistorio municipal para que elaborasen, en un manuscrito hermoseado, un informe o
acta de cualquier festividad religiosa, inauguración, visita importante, conmemoración, celebración o hecho memorable para que sirviera de recuerdo a los habitantes, o los avisos, informes manuscritos pagados igualmente y remitidos cada cierto tiempo a nobles que deseaban saber cualquier hecho importante acontecido en la Corte durante su ausencia forzosa.
El noticierismo manuscrito comienza con cartas sobre los hechos de la conquista de Granada y continúa con los relativos a la del Nuevo Mundo, cuando se imprimen relaciones noticieras de los primeros éxitos de los conquistadores españoles en América. Acaso el primer relacionero pueda ser el humanista Pedro Mártir de Anglería, quien entre 1488 y 1526 redactó no menos de 812 epístolas que incorporaban no pocos elementos noticiosos. 

## ElsigloXVII
Esta especie de corresponsales fueron relativamente frecuentes en el cortesano siglo XVII, y se conservan los avisos realizados por Jerónimo de Barrionuevo, Andrés de Almansa o José Pellicer de Ossau. Las agencias de noticias de entonces eran las plazas llamadas mentideros en la Corte: las Gradas de San Felipe, especializadas en asuntos militares y de gente de armas y muy cerca de la Calle del Correo, donde llegaban las postas con las noticias; las Losas de Palacio, de donde se extraían las noticias sobre rey, familia real y nobleza, y el Mentidero de Representantes, donde solían juntarse las gentes del teatro: artistas, actores, poetas y escritores, situado en la confluencia de la Calle del Prado y Calle del León. Por eso los literatos de la época como Cervantes, Lope de Vega, Góngora o Quevedo buscaban casa en sus proximidades.
También por esas fechas surgieron los mercurios o gacetas, una especie de boletines que informaban de las novedades ocurridas en las ferias comerciales importantes o los puertos de mucho tráfico. En 1618, un impresor valenciano, Francisco Felipe Mey, tradujo del italiano e imprimió en Valencia durante los primeros años de la guerra de los Treinta Años una gaceta de Roma. En 1625 apareció en Sevilla Avisos de Italia, Flandes, Roma, Portugal y otras partes desde 28 de julio hasta 3 de agosto y en 1641 Jaume Romeu publicó una traducción de la Gazette francesa que puede considerarse el primer periódico semanal aparecido en catalán, en plena Guerra de los Segadores.
Por otra parte, interesado el Estado por la popularidad e influencia que tales gacetas iban adquiriendo en la sociedad, el valido de Carlos II, Juan José de Austria, se preocupó también de hacerse publicidad editando gacetas. En este recurso vio un medio para cimentar su posición y satisfacer sus intereses y, con tal propósito, contrató al flamenco Francisco Fabro Bremundán, primer gacetero español de nombre conocido, para escribir e imprimir la primera gaceta española en 1661, la Relación o gaceta de algunos casos particulares, así políticos como militares, sucedidos en la mayor parte del mundo, de periodicidad mensual, aunque en Zaragoza continuó como semanal en 1676. Pero la muerte de Juan José de Austria y la revancha de sus enemigos interrumpió un tiempo la publicación. Se reanudó, sin embargo, con el título de Gaceta Ordinaria de Madrid, con Fabro asociado, para publicar las Nuevas Ordinarias, con Sebastián Armendáriz. En 1697, ya muerto Fabro, su periódico siguió editándose, languidenciendo, con Juan de las Hebas como gacetero mayor del Reino, hasta que el rey Carlos II decidió ceder su gestión al empresario de origen navarro Juan de Goyeneche, con la obligación de devengar rentas al Hospital General. Goyeneche le dio un nuevo impulso al periódico ahora y en lo sucesivo como Gaceta de Madrid, que continúa hoy imprimiéndose como Boletín Oficial del Estado (B. O. E.). Por otra parte hay que destacar que la prensa en español no solamente se editaba en España, y así no debe sorprender que el periódico judío más antiguo que se conoce sea la Gazeta de Ámsterdam, publicada entre 1675 y 1690 y en castellano para los hispanoportugueses que llegaban a los Países Bajos, aunque brillan en ella por su ausencia las noticias de interés judío.
Otras gacetas se publicaron en Sevilla, Zaragoza, Barcelona (con Rafael Figueró como impresor y editor destacado de la Gaceta de Barcelona hasta 1714) y, sobre todo, San Sebastián, donde especialmente Pedro de Huarte reimpirimió un quincenal en español que se publicaba en Bruselas (Noticias Principales y Verdaderas) y en las otras semanas alternas dio a la luz otro periódico original, Noticias Extraordinadias del Norte. Huarte publicó otro tercer periódico semana, ya en el siglo XVIII (Extracto de Noticias Universales), entre 1727 y 1728.

## Siglo  XVIII

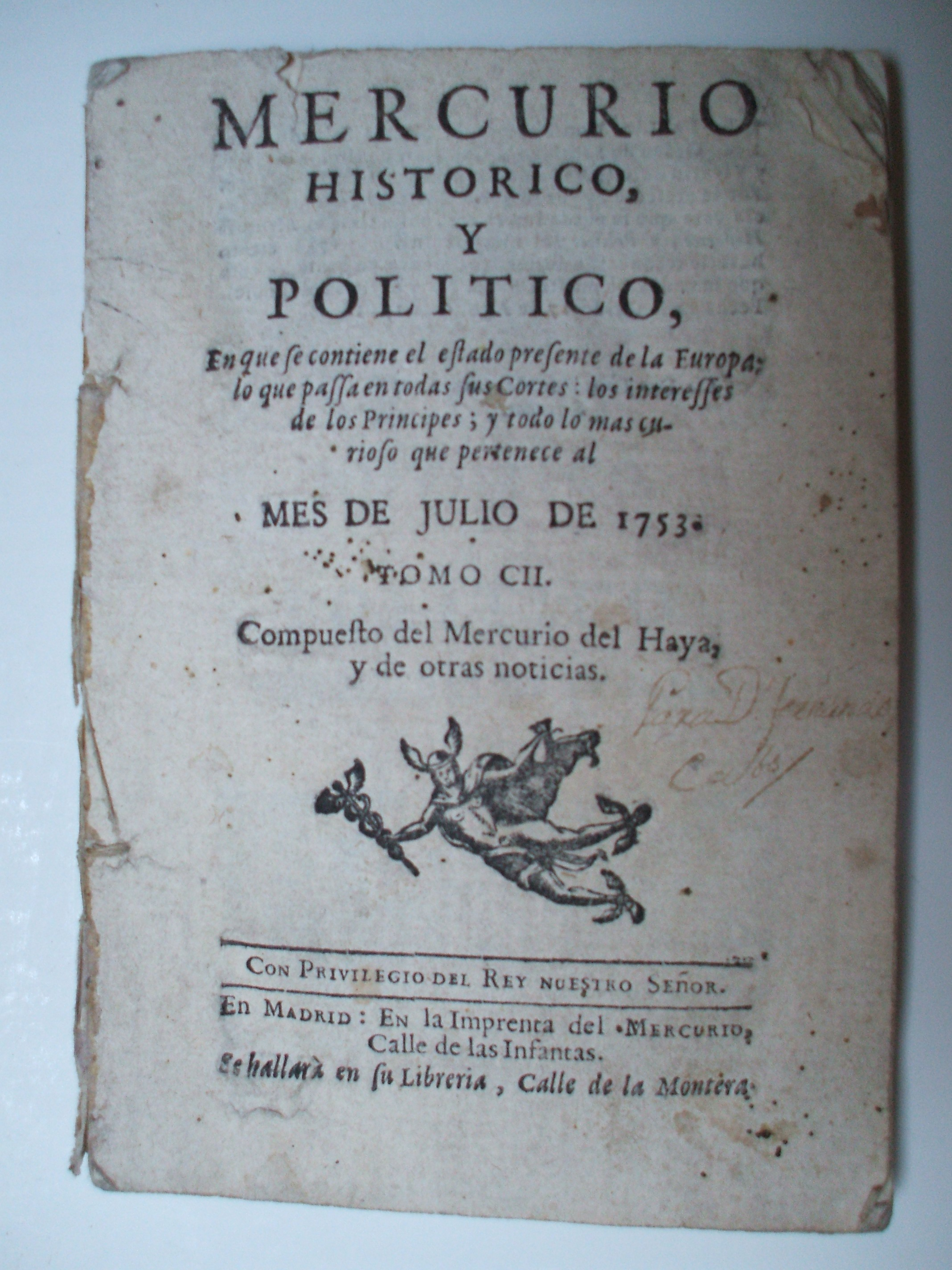
Ejemplar del Mercurio Histórico y Político (1753)

Por todas las ciudades importantes empiezan a surgir gacetas en el siglo XVII y XVIII, y pronto el contenido se diversifica y pluraliza, si bien en esta época los periódicos eran muy caros y solo estaban al alcance de una minoría, pero constituyó sin duda alguna una de las vías más importantes por las que entraron en España las ideas ilustradas y la ideología burguesa. Teniendo en cuenta que en esta época el 80 por ciento de la población era analfabeta, los lectores de "papeles periódicos" eran una minoría ilustrada compuesta por nobles y clérigos, miembros de la burocracia real, oficiales del Ejército y algunos sectores de la clase media como médicos, abogados, profesores y comerciantes.
Durante el siglo XVIII se distinguen en general tres etapas:
1. Entre 1737 y 1750, consolidación de la prensa en España, con la aparición de los primeros periódicos, como el El Diario de los Literatos.
2. Entre 1750 y 1770: época de madurez y especialización como el Diario de Madrid.
3. Desde 1770: momento de decadencia; si bien nacen algunas publicaciones interesantes en 1774 ligadas al auge impulsado por Pedro Rodríguez de Campomanes de las Sociedades Económicas de Amigos del País, desaparecen muchas publicaciones debido a los acontecimientos políticos y la situación exterior (Revolución francesa).

Se distinguían claramente dos tipos de publicaciones diferentes: la prensa culta (papeles periódicos) y la prensa popular (almanaques, pronósticos).
La prensa culta o papeles periódicos se imprimían con el permiso del Consejo de Castilla y se sometía a la censura eclesiástica. Podían comprarse en librerías o puestos callejeros o ser leídos en cafés y eran voceados por los ciegos, que poseían el monopolio de su distribución.
La información política y militar estaba en manos de dos periódicos oficiales (Gaceta de Madrid y Mercurio Histórico y Político). Las publicaciones de iniciativa privada se dedicaban fundamentalmente a los temas culturales o económicos. Defendían casi siempre una ideología avanzada y sus lectores eran una minoría ilustrada y burguesa.
La ejecución de la familia real francesa provocó un recrudecimiento de la censura y la suspensión temporal de la prensa: el rey Carlos IV de España prohibió la publicación de toda la prensa salvo los periódicos oficiales el 24 de febrero de 1791.

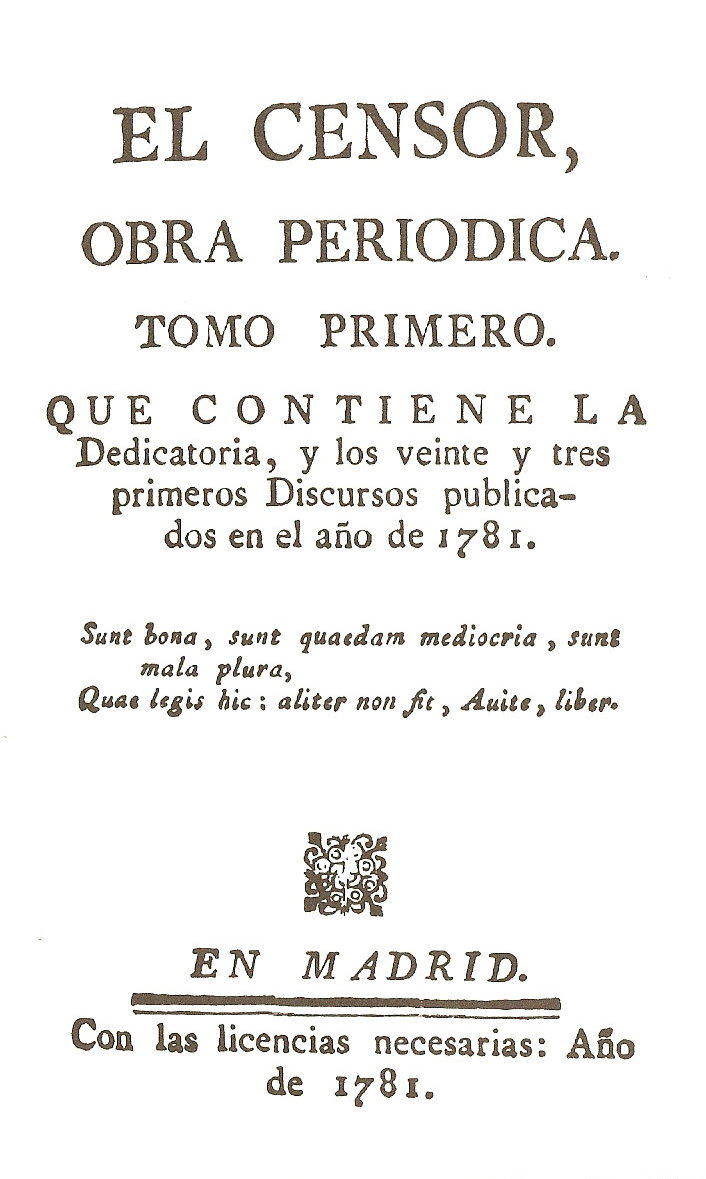
Portada del volumen que recogía los discursos publicados en El Censor durante el año 1781.

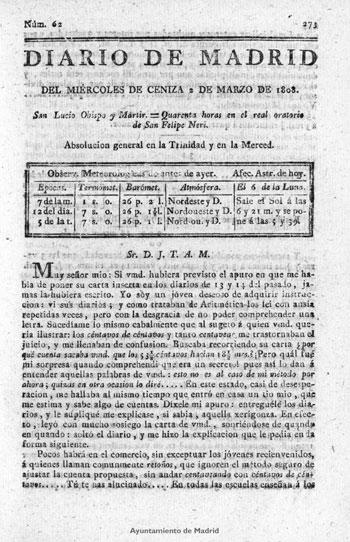
El Diario de Madrid, primer periódico en publicarse todos los días (diario) en España.

Pero los burgueses crearon también publicaciones de carácter popular que, ya existentes en el siglo XVII, se desarrollaron a lo largo del XVIII: los almanaques y pronósticos. Eran libritos ilustrados con grabados que se distribuían a millares por pueblos y ciudades y ofrecían, so capa de informar del tiempo, los más variados contenidos: fuera del pronóstico meteorológico del año incluían datos sobre los cambios de la luna, pensamientos, pautas de conducta e instrucciones y enseñanzas sobre los más variados oficios. Atraían
con títulos sensacionalistas y poseían dos secciones : "La introducción al Juicio del año", pronóstico de lo que iba suceder ese año según los astros, y "El Juicio del año", especie de carta astral por estaciones, meses y días. Hoy son valiosos porque constituyen una recopilación de cultura popular y una vía de difusión de los valores burgueses entre las clases bajas, pero su peligrosidad llevó a Carlos III de España a prohibir su publicación en 1767, bajo el pretexto de que constituían una lectura vana e inútil para el pueblo. Con el siglo XIX estas publicaciones no desaparecieron, pero cambiaron su función, ya que la burguesía contaba con un medio mucho más eficaz y directo para la difusión de sus ideas: los periódicos populares. Los más famosos almanaques fueron los de Diego de Torres Villarroel, quien renovó y actualizó el género en su Ramillete de astros (1718) al convertir el Juicio del año en una narración ficticia donde unos personajes novelescos hacen el pronóstico y aprovecha para intercalar descripciones, monólogos, y otros variopintos materiales.
El Diario de los Literatos de España (1737) era una publicación de carácter cultural y literario que duró hasta 1742. Luchó contra las ideas barrocas y defendió la obra de Benito Jerónimo Feijoo e Ignacio de Luzán. Su propósito es "emitir un juicio ecuánime sobre todos los libros que se publiquen en España". Tenía 400 páginas, formato de libro, costaba de 4 a 5 reales y ponía en circulación una tirada de entre 1000 y 1500 ejemplares. En él escribieron Juan de Iriarte y otros eruditos de aquella época.
Salvador José Mañer empezó en 1738 a traducir el Mercurio Histórico y Político del francés. Juan de Iriarte, en sus obras impresas en 1774, lo criticó por las malas traducciones que hizo. En 1784, ya de mayor tamaño, tomó el título de Mercurio de España y ha sido, con excepción de La Gaceta y El Diario de Madrid, el periódico que más tiempo ha subsistido.
El Diario Noticioso, Curioso, Erudito, Comercial y Político fue la primera publicación de periodicidad diaria de España. Constaba de dos secciones, una de divulgación con artículos de opinión, a menudo traducciones francesas, y otra de información económica donde se anunciaban ventas, alquileres, ofertas, demandas, etc. Por real privilegio el 17 de enero de 1758, se le concedió permiso para publicarlo en Madrid a Manuel Ruiz de Uribe y Compañía. Su primer número lleva la fecha de 1 de febrero de 1758. Lo redactaba Francisco Mariano Nipho, un inquieto polígrafo ilustrado de curiosidad enciclopédica al que se ha llegado a considerar el primer periodista profesional de la literatura española y que publicó casi un centenar de obras, veinte de ellas de carácter periódico. Desde 1788, el Diario Noticioso... pasó a llamarse Diario de Madrid.
Hubo también una cierta prensa especializada, la económica, ya que las ideas ilustradas defendían las reformas en este campo El Semanario Económico (1765-1766) difundía los adelantos técnicos para la mejora de la industria y diversos textos económicos. Por otra parte, se difundió mucho la prensa literaria, entre la que destacaba El Diario de los Literatos, dedicado a la crítica literaria de los libros que se publicaban y El Pensador, cuyo creador, el ilustrado José Clavijo y Fajardo, inició un tipo de periodismo costumbrista con temas típicamente españoles, como las tertulias y refrescos, los cortejos, la superstición, y el comportamiento en las iglesias. Trató el tema de la educación tanto de las mujeres como de los hombres y de la función y el comportamiento del maestro y atacó los autos sacramentales. En los primeros números usó el seudónimo de D. Joseph Álvarez y Valladares. En el Semanario de Agricultura y Artes, en 1797, cuyos 17 tomos primeros fueron publicados por Juan Antonio Melón, intervinieron desde el 4 de julio de 1805 los distinguidos profesores del Real Jardín Botánico de Madrid: Simón de Rojas Clemente, Francisco Antonio Zea y los hermanos Boutelou (Claudio y Esteban); era periódico dirigido a los párrocos para que sirvieran de propagadores de las doctrinas agrícolas.
En 1786 nació el Correo de los Ciegos de Madrid, que desde 1787 se llamó Correo de Madrid, donde entre artículos de divulgación de la actualidad literaria, científica, técnica y económica aparecían los avanzados artículos de crítica social y de costumbres de "El militar ingenuo", Manuel María de Aguirre, ilustrado radical admirador de Jean-Jacques Rousseau, un crítico consumado de la sociedad estamental y de la superestructura política, según Antonio Elorza; ansía la división de poderes y la reestructuración de la sociedad y ataca la Oración apologética por España y su mérito literario de Juan Pablo Forner, criticando las instituciones y denunciando la injusticia, la desigualdad y la ignorancia. En sus páginas se publicaron por primera vez, de forma póstuma, las Cartas Marruecas de José Cadalso.
El más influyente de los periódicos (fue imitado por personajes de la talla de Manuel Rubín de Celis, Pedro Centeno y José Marchena) fue El Censor de los abogados Luis María García del Cañuelo (de carácter descontentadizo y agresivo) y Luis Marcelino Pereira (experto en temas económicos) (1781), de influencia enciclopedista, liberal, regalista y jansenista, que se atreve a cuestionar políticas y principios legislativos y religiosos; hace crítica social y profunda de las instituciones y cuestiona la estructura estamental de la sociedad; por eso tuvo que luchar constantemente para poder obtener licencia de impresión y luego contra la censura y la oposición del poder conservador, representado por el apologista oficial Juan Pablo Forner al que parodiaron en una Oración apologética por la África y su mérito literario; también publicó una falsa "Carta marrueca" de Cadalso y la utopía de los Ayparchontes; pese a todo llegó a los ocho tomos y 167 discursos, si bien sufrió tres interrupciones, y fue continuado por una serie de imitadores como El Corresponsal del Censor, El Observador de José Marchena influido por el utilitarismo de Jeremías Bentham, defensor del fisiocratismo y del derecho natural o iusnaturalismo, así como igualmente enfrentado a los apologistas fornerianos. En realidad, según José Miguel Caso González, El Censor encubría a un grupo de presión ilustrado bien configurado: los asiduos al círculo de la condesa de Montijo: Gaspar Melchor de Jovellanos, Juan Meléndez Valdés, Antonio Tavira Almazán, José de Vargas Ponce, Félix María de Samaniego; ellos son los responsables de algunos de los discursos, especialmente Meléndez y Jovellanos; este último aparece con el sobrenombre de "Conde de las Claras".
El Memorial Literario, en sus tres épocas desde 1784, mensual, de 123 páginas, es una revista literaria y científica dirigida por Joaquín Ezquerra y Pedro Pablo Trullench, que tiene por fuente a los Reales Estudios de San Isidro y combina la defensa de lo nacional con la crítica constructiva, incluyendo interesantes novedades sobre ciencia. El Diario de las Musas de Luciano Comella y El Espíritu de los Mejores Diarios de Cristóbal Cladera; El Semanario Erudito de Antonio Valladares de Sotomayor y el Gabinete de Lectura Española de Isidoro Bosarte (que introducía cada número con un "prólogo"), ambos de 1787, son recopilaciones de textos clásicos antiguos como El Cajón de Sastre de Nifo. Con el seudónimo "Patricio Bueno de Castilla" publicó Juan José López de Sedano, colector de los clásicos de la literatura española en su Parnaso Español, El Belianis Literario (1765), sátira de las publicaciones de entonces. Muchos de estos títulos tuvieron una vida efímera; entre otros que podrían citarse, El Observador (1787), El Duende de Madrid (1787), Juzgado Casero (1786), El Apologista Universal (1786-1788), El Filósofo a la Moda (1788), etc.
La prensa del XVIII es un fenómeno fundamentalmente madrileño, andaluz, murciano, valenciano y zaragozano; las otras provincias apenas tienen algo que reseñar; extraña que Cataluña o el País Vasco sean tan pobres en prensa dieciochesca. El 24 de febrero de 1791 se prohíben todos los periódicos no oficiales por Real Resolución firmada por Floridablanca; eso provocó la protesta de los principales editores, que quedaban así arruinados y exigían airadamente compensación económica (pensión) o algún destino. Solo quedaron los tres oficiales, la Gaceta de Madrid, El Mercurio y el Diario de Madrid. Dicha represión se suaviza en 1792, en que se permite la publicación de El Correo Mercantil de España y sus Indias de Eugenio Larruga y Diego María Gallard, pero se mantuvo hasta 1795, y no volverá a florecer la prensa en términos comparables a la década de los ochenta hasta 1808, con la Guerra de Independencia.
El concepto de opinión pública deja de ser entendido en esta época en el sentido de 'fama' o 'reputación', para designar una actitud de crítica social por parte de la burguesía, que reclama más poder y representación política a través de las columnas de los diarios: la prensa y la opinión son un fenómeno claramente burgués.
Paul Guinard, en su La presse espagnole de 1737 à 1791. Formation et significaticon d'un genre, Paris: Institut d'Études Hispaniques, 1973, distingue cuatro tipos de prensa dieciochesca:
- Presentativa: Persuaden del interés de la publicación de forma personalizada.
- Informativa: Es la voz del Gobierno y en ese sentido ofrece una información sesgada o parcial: Gaceta de Madrid, Mercurio Histórico.
- Didáctica: el género didáctico pretende educar al lector, de forma a veces pintoresca: cartas inventadas o convencionales, diálogos, viajes imaginarios, utopías (la Monarquía columbina, el Viaje al país de los Ayparchontes, el Zenit, la Sinapia encontrada entre los papeles de Floridablanca), sueños alegóricos o satíricos y sobre todo discursos y ensayos: encadenamiento de reflexiones en torno a un tema central dando cabida a digresiones, anécdotas etc.
- Polémica: participan de las controversias de su tiempo, utilizando a veces el mecanismo de la parodia, que intensifica el efecto cómico. Por ejemplo, la polémica de las apologías de España.

## Guerra de la Independencia y reinado de Fernando VII
Durante el siglo XIX la didáctica, utilitaria y costumbrista prensa dieciochesca pasó a adquirir un definitivo tinte político. El papel de la prensa en la difusión de las ideas liberales fue decisivo, si bien tuvo que luchar a brazo partido con la censura que impusieron los últimos coletazos del Antiguo Régimen, corporeizado en la persona de Fernando VII, ya que tras la Revolución francesa se produjo en toda Europa una reacción conservadora y se impuso de nuevo el absolutismo. Hubo un brote de libertad de imprenta durante la Guerra de la Independencia (1808-1814) ya que las Cortes de Cádiz reconocieron la libertad de imprenta en 1810 y especialmente con el decreto de libertad de imprenta del 26 de octubre de 1811; los ciudadanos querían saber qué ocurría en las sesiones de las Cortes, etc. Todo ello provocó la multiplicación de las publicaciones periódicas de variopinta tendencia: periódicos liberales como el Semanario Patriótico de Manuel José Quintana, El Conciso de Gaspar Ogirando o El Robespierre Español de Pedro Pascasio Fernández Sardino; anticonstitucionalistas como El Censor General e incluso afrancesados como La Gaceta de Sevilla, El Diario de Barcelona o El Diario de Valencia, redactado durante un tiempo por Pedro Estala.

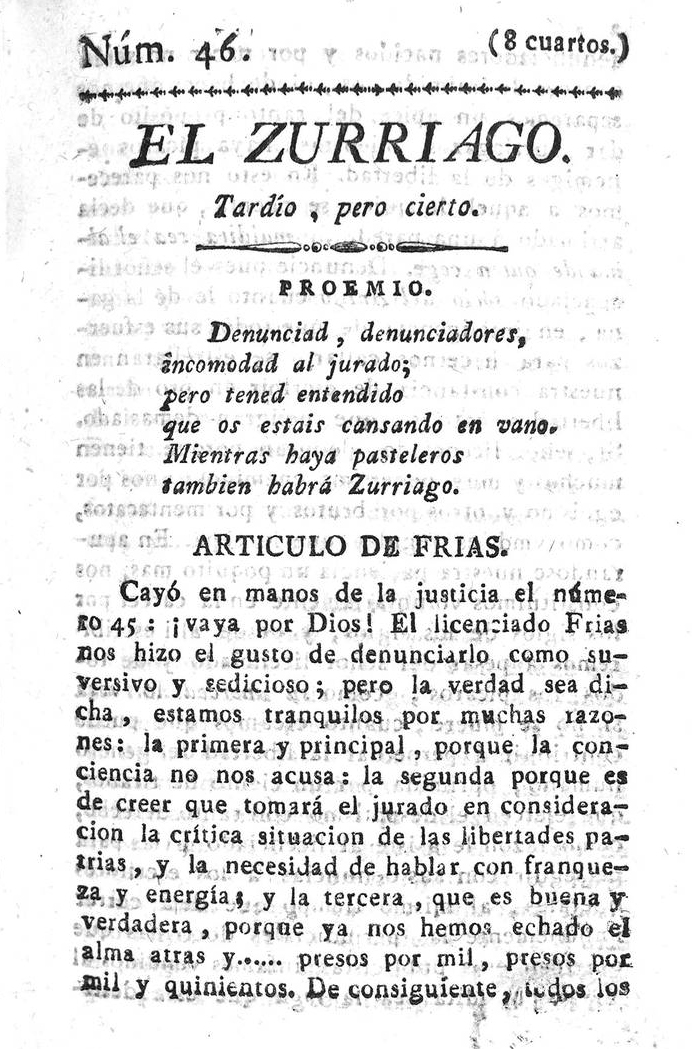
El Zurriago

Con el regreso de Fernando VII de España y la reacción del Manifiesto de los Persas se volvió a interrumpir toda la actividad periodística: El 25 de abril de 1815 se prohibió cualquier publicación no oficial. A partir de entonces se suceden alternativamente las etapas de represión y libertad de imprenta coincidiendo con los periodos absolutistas y liberales respectivamente.
Durante el breve paréntesis del Trienio Liberal surgen periódicos políticos revolucionarios exaltados como El Zurriago o La Tercerola, ambos editados y parcialmente escritos por Félix Mejía, al lado de periódicos controlados por moderados como la Miscelánea de Comercio, Artes y Literatura de Javier de Burgos, El Espectador, El Universal o por afrancesados como José Mamerto Gómez Hermosilla, Sebastián de Miñano y Alberto Lista, que redactaron la que es seguramente la publicación más intelectual y densa del periodo, El Censor.

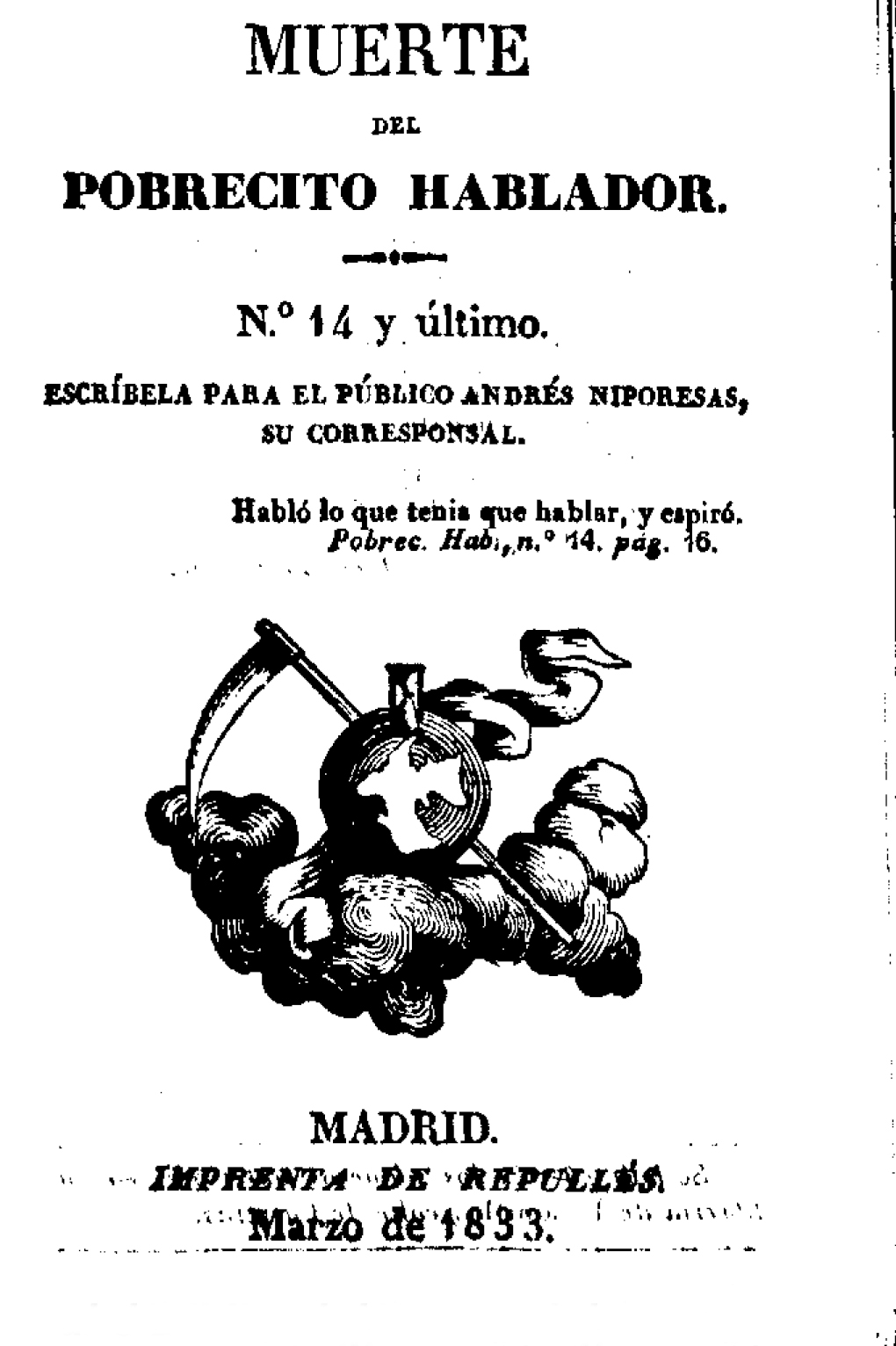
Último número (marzo de 1833) de El Pobrecito Hablador de Mariano José de Larra

Este resurgimiento fue también cortado de raíz por la irrupción de la Santa Alianza con el ejército denominado los Cien Mil Hijos de San Luis en 1823. En 1834, tras la muerte de Fernando VII, regresan a España los liberales expulsados en 1823. Estos exilados no solo traen las ideas románticas, sino las nuevas formas de hacer periodismo de los ingleses: los periódicos anteriores a 1835 apenas incluían informaciones, sino temas políticos o científicos. Solían tener formato pequeño y manual, estaban escritos en una columna y su aspecto era bastante aburrido, pero a partir de esta fecha surgen otros más parecidos a los actuales.
Aunque casi todas tienen una vida efímera, entre 1808 y 1814 hay una gran proliferación de publicaciones, ya que la prensa se va a convertir en un elemento importante del movimiento revolucionario-constitucionalista,
- Dando a conocer los proyectos políticos,
- Haciendo sentir a sus lectores que están integrados en la comunidad,
- Concienciándolos de los problemas del país.

Con la vuelta en 1814 de Fernando VII comienza el conocido como Sexenio Absolutista, durante el que se ignoran todas las reformas llevadas a cabo y el pensamiento liberal se ve obligado a pasar a la clandestinidad. Hablar de periodismo en esta época es hacerlo de la prensa oficial, ya que los diarios con otras ideologías han sido clausurados.
Con el triunfo en 1820 del levantamiento de Rafael del Riego en Cabezas de San Juan (Sevilla) y la jura de la Constitución de 1812 por Fernando VII se inicia el Trienio Liberal (1820-1823). Ese mismo año se proclama la libertad de imprenta —por la que todo lo que no era prensa ordinaria (folletos, hojas volanderas) pasa a la clandestinidad— y en 1822 se tipifican todos los delitos posibles en la actividad periodística (calumnia, injuria, etc.) Estas medidas favorecen una inmediata oleada de letra impresa, en la que predominan las publicaciones que apoyan a las distintas facciones liberales.
Las cabeceras más importantes de este período son:
- Liberales moderadas:
  - El Universal, conocido por sus medidas como el sabanón (31 x 21 cm, enormes para lo que era habitual en la época).
  - El Censor, dirigido por Alberto Lista.
  - El Imparcial.
  - El Periódico de las Damas, desde la que se hace un llamamiento a las mujeres para que inculquen a sus hijos los valores de la Constitución. Aunque (o quizás porque) rompió con el carácter clásico de las publicaciones femeninas, fracasó y no se publicó más de tres números.
- Liberales exaltadas, que introducen un elemento novedoso en la prensa española: la expresión gráfica (caricaturas y chistes con connotaciones políticas).
  - El Eco de Padilla, órgano de expresión de la sociedad secreta de los Comuneros.
  - El Zurriago fue un periódico muy radical, crítico y satírico que, con sus caricaturas, llegó hasta el límite de lo permitido.

En 1823, con la intervención de los Cien Mil Hijos de San Luis, Fernando VII vuelve a abrazar el absolutismo. Se inicia un periodo marcado por la censura impuesta en el Decenio Calomardino, en el que el único periódico consentido sería el Diario de Avisos como una variante o continuación del primer diario español, el Diario Noticioso, Curioso, Erudito, Comercial y Político (más conocido como "Diario de Madrid"), fundado por el pionero del periodismo Francisco Mariano Nipho en 1758 y definitivamente desaparecido el 31 de diciembre de 1814. El Diario de Avisos de Madrid, junto a la también oficial Gazeta de Madrid compartieron el mismo estilo absolutista y servil. Sin embargo, en 1828 el rey inicia un tímido aperturismo, provocado por su necesidad de ganarse a los liberales en su lucha contra su hermano Carlos María Isidro por mantenerse en el poder. A partir de esa fecha, se permite la publicación de cabeceras costumbristas y románticas, que serán una vía de expresión para el pensamiento liberal.
- Publicaciones románticas:
  - El Duende Satírico del Día, de Mariano José de Larra, 1828.
  - El Pobrecito Hablador, de Mariano José de Larra, 1831.
  - El Guadalhorce (1839), que fue el órgano del movimiento en Málaga.
  - La Alhambra (1839-1843), que tuvo como colaborador a José de Espronceda.
- Publicaciones costumbristas:
  - Semanario Pintoresco, de Ramón Mesonero Romanos, 1835.

## Reinado de Isabel II y Sexenio Democrático

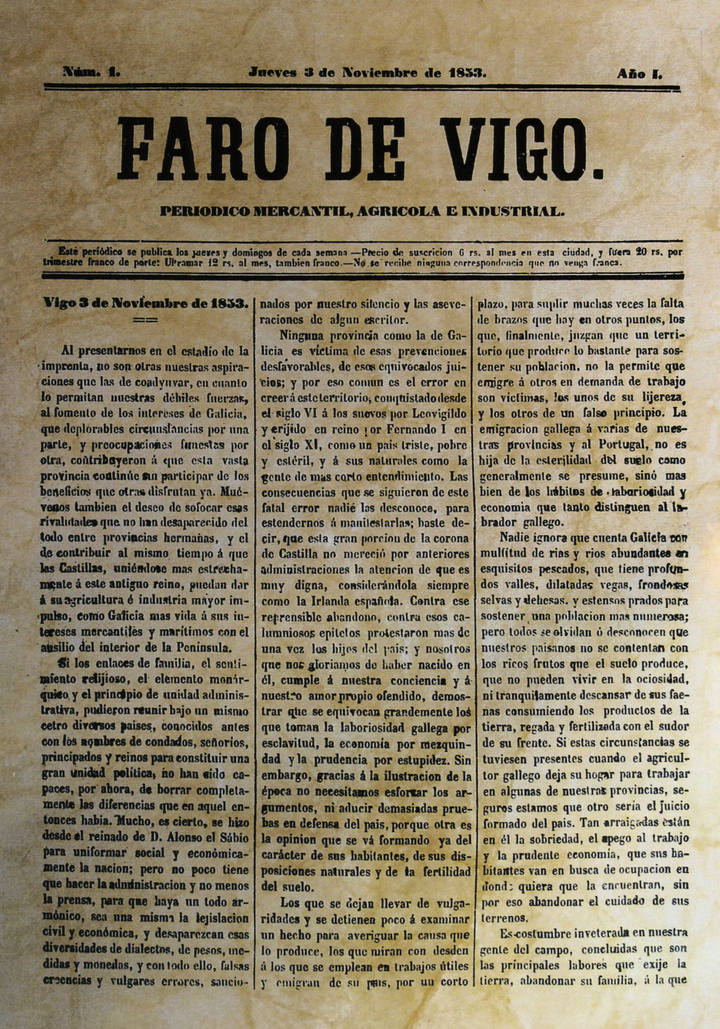
Primer número del Faro de Vigo (1853), periódico más longevo activo en España a comienzos del.

Aunque desde 1833 hasta la Restauración, los periódicos van a intentar ser controlados y usados por los sucesivos gobiernos, no es menos cierto que es en esta época cuando las ideas democráticas (socialismo utópico sansimoniano) comienzan a aparecer en la prensa liberal a través de los artículos de algunos colaboradores. Esta filtración ideológica se mantendrá durante la regencia de Espartero (1840-1843) y el reinado de Isabel II (1843-1868). Quizás de lo más destacable de este período, en lo que concierne a nuestro tema, sea el nacimiento del periodismo informativo, el acceso de la clase obrera a la prensa y la aparición de una serie de cabeceras que la tienen a ella como su receptora natural. En 1853 inició su publicación, de forma semanal, el Faro de Vigo, diario decano de la prensa española, y un año después arrancaba la publicación, de forma diaria, de El Norte de Castilla, el decano de la prensa diaria española. Asimismo, en 1864 surge La Voz de los Ministrantes, la primera prensa profesional sanitaria relacionada con las profesiones auxiliares sanitarias, que luego convergerán en la enfermería.
Entre 1868 y 1875 (reinado de Amadeo de Saboya y la Primera República) aparecen en España cerca de seiscientos periódicos. Esta explosión informativa se produce porque el proceso revolucionario comienza con la libertad de imprenta, que se recogerá en la Constitución de 1869.

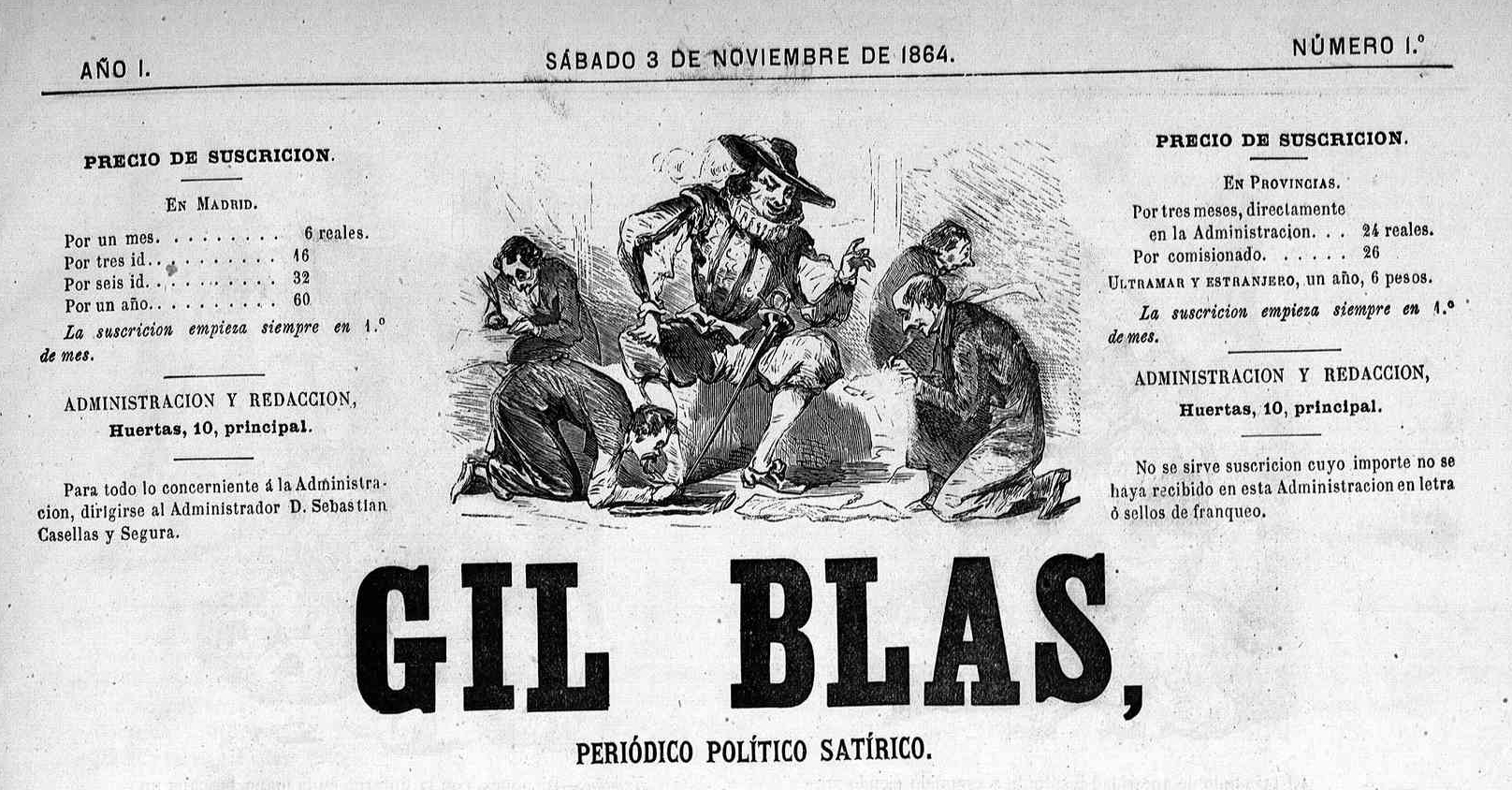
Cabecera de Gil Blas (1864)

Pese a todo, en el exilio o bajo la censura, la prensa creó una opinión pública e hizo desarrollarse poco a poco las instituciones burguesas democráticas no solo en Europa (revoluciones de 1830 y 1848), sino en España (la ya mentada de 1812 y la de 1868). En España, en particular, la censura se extremó contra las publicaciones del carlismo y, en el otro extremo del arco político, contra las del Partido Democrático. Tras el triunfo del liberalismo, todos los países occidentales reconocieron (hacia 1881) la libertad de expresión y dictaron leyes de prensa. Por otra parte, la tecnología creó nuevos cauces de distribución y los perfeccionamientos de la imprenta posibilitaron ediciones más amplias, más baratas y más vistosas, ilustradas con hermosos grabados. Además, la extensión de la lectura entre las clases bajas gracias a la enseñanza pública, una de las conquistas de las revoluciones burguesas, y el ya citado abaratamiento de la prensa posibilitaron que la prensa se extendiera a las clases bajas de la sociedad, configurando un modelo de prensa denominada prensa de masas, cuya manifestación más visible fue el llamado folletín o novela por entregas.
Desde 1868 siguen existiendo periódicos de opinión, defensores de un partido o líder político, pero se desarrolla una prensa informativa que es la que más éxito tiene entre los lectores y la que alcanza mayores tiradas. El aspecto externo de estos periódicos es más ameno. Su contenido ya no se limita a temas políticos, sino que aparecen nuevas secciones de crítica literaria, pasatiempos, anécdotas y humor. Dedican más espacio a la publicidad e insertan folletines, (novelas por capítulos) que gozaban de gran aceptación entre las clases bajas, la llamada novela por entregas o folletín.

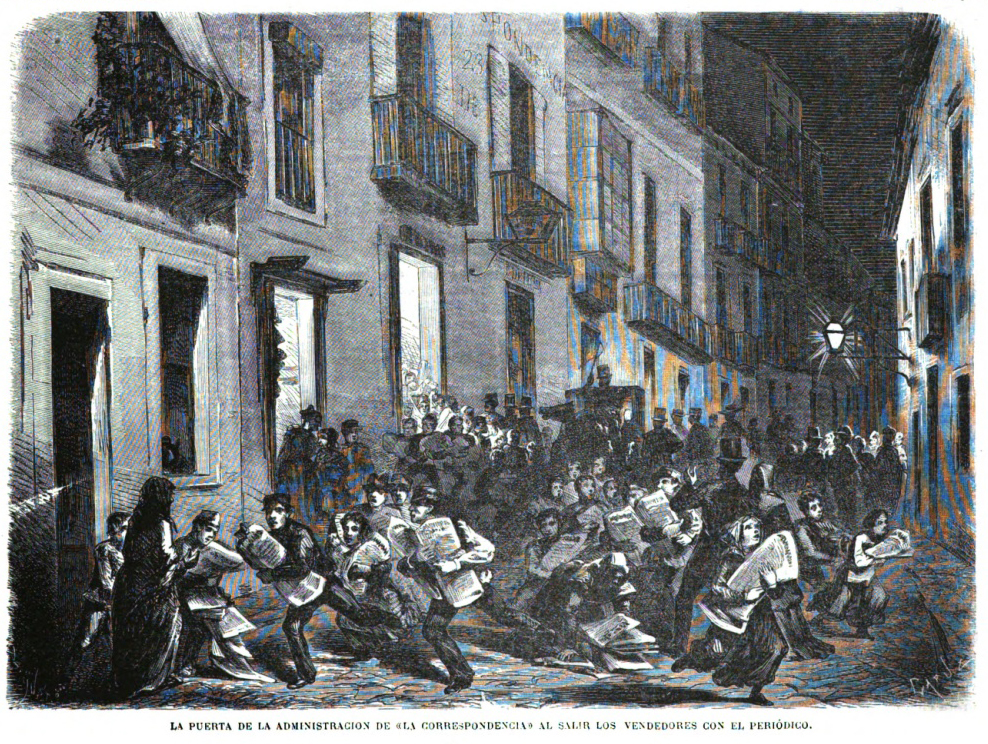
La puerta de la administración de La Correspondencia de España al salir los vendedores con el periódico (1870)

Tras la revolución de 1868 (la Gloriosa), la Constitución de 1869 reconoce la libertad de prensa y surgen numerosos periódicos y revistas. El auge del periodismo español comienza con la llegada a España de la primera rotativa en 1875, para El Imparcial de Rafael Gasset. A esta siguieron una serie de prestigiosas publicaciones: El Comercio de Gijón (1877), El Liberal de Bilbao (1879), La Vanguardia de Barcelona (1881), El Noticiero Universal de Barcelona (1888), Heraldo de Madrid (1890), Blanco y Negro de Madrid (1891) y Heraldo de Aragón en Zaragoza (1895)
En 1883, la Ley de imprenta establecida por el gobierno liberal de Práxedes Mateo Sagasta favorece también las publicaciones periódicas. Todo ello unido a la sofisticación de los medios técnicos permite que las publicaciones periódicas experimenten una auténtica explosión (unas 600 publicaciones registradas) durante el Sexenio Democrático.

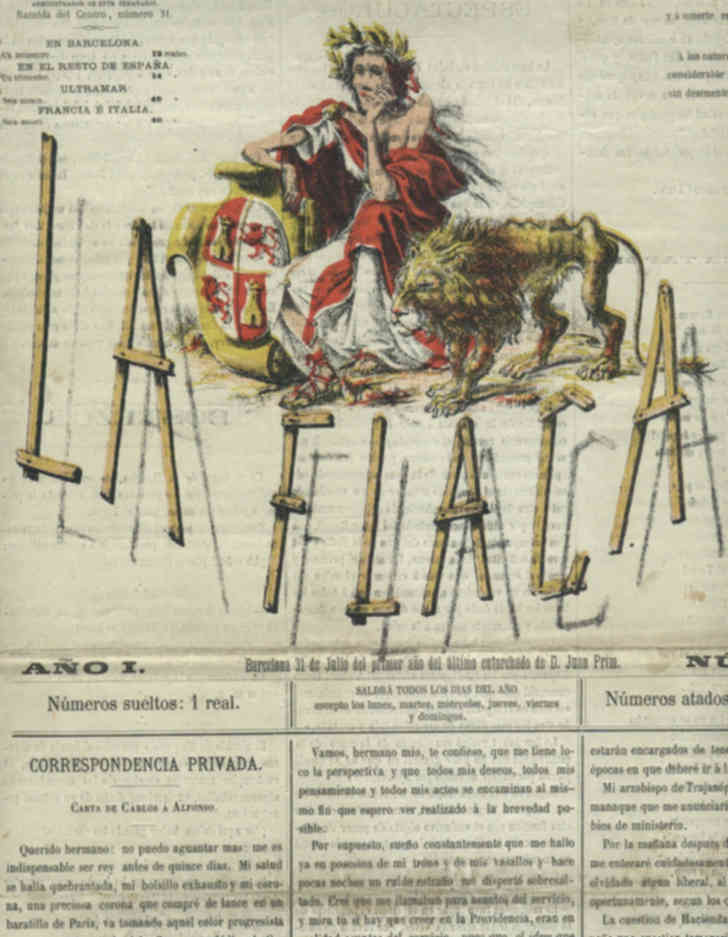
Portada de La Flaca de Barcelona (1869)

Si bien la mayoría de la población era analfabeta y las tiradas son muy pequeñas (nunca sobrepasan los 15 000 ejemplares) tienen una amplia difusión debido a la tradición de la lectura en voz alta, la existencia de gabinetes de lectura y la costumbre de leer los diarios en cafeterías, ateneos y tertulias. En Madrid y en las capitales de provincias fue creándose un público lector más amplio a medida que se extendió la educación. A partir de 1868 se desarrolla la prensa femenina. Tras el triunfo de la Gloriosa se abren escuelas para instruir a las clases más bajas y aparecen los primeros periódicos obreros.
A raíz de La Gloriosa surgen publicaciones destacadas en su época como fue la revista La Flaca. Al estilo y orientación de La Flaca fue seguido por otras revistas de Madrid y Barcelona, entre las que destacarán L'Esquella de la Torratxa (1872), La Filoxera (1878), El Loro (1879), La Viña (1880), El Motín (1881) de José Nakens; La Mosca (1881), La Broma (1881), La Tramontana (1881), Acabose (1883) y Las Dominicales del Libre Pensamiento (1883-1909), de Fernando Lozano Montes.
Se desarrolló también una prensa muy documentada y seria para élites, que representaban El Imparcial (1867) y El Liberal (1879). La Correspondencia de España (1859) se define como independiente, a la vez que El Imparcial cuyo suplemento literario, Los Lunes de El Imparcial, publicó desde 1879 hasta 1906, bajo la dirección de José Ortega Munilla obras de los autores más importantes de la época: José Zorrilla, Juan Valera, Ramón de Campoamor, Emilia Pardo Bazán, Rubén Darío. Los Lunes de El Imparcial lanzaron al estrellato a los autores más importantes del regeneracionismo y la generación del 98: Miguel de Unamuno, Azorín, Pío Baroja, Ramón María del Valle-Inclán.

## El periodismo de la Restauración

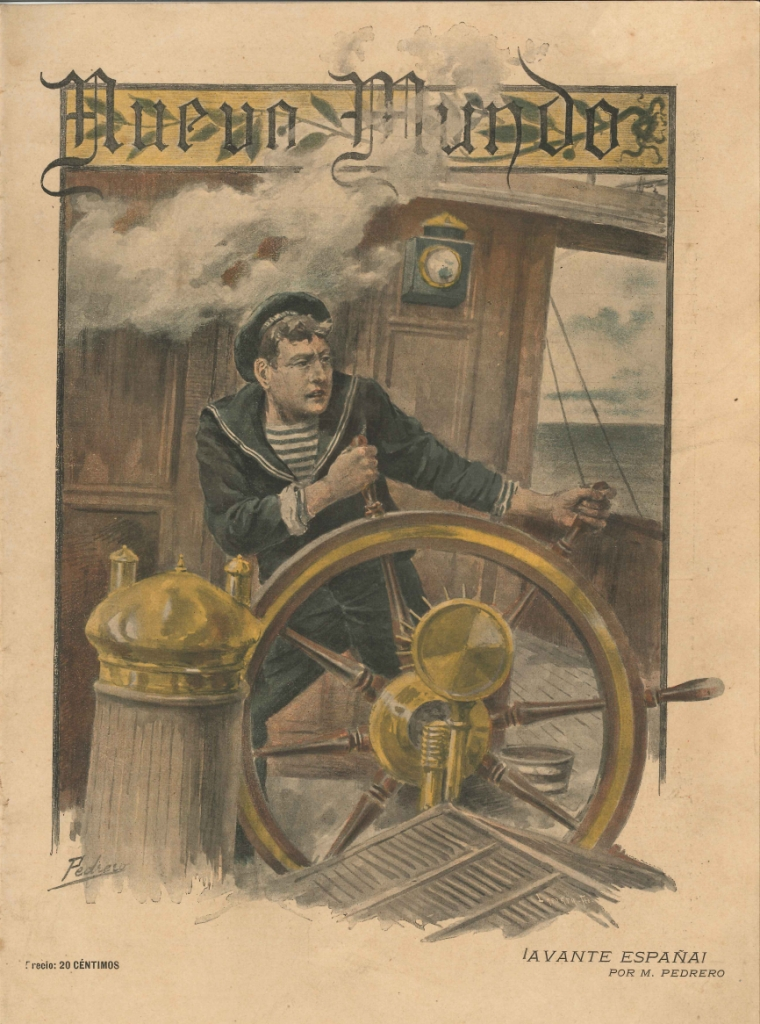
Portada de la revista Nuevo Mundo del 20 de abril de 1898, animando a las tropas españolas en la guerra contra Estados Unidos. La escuadra española fue enviada a una guerra perdida de antemano por unos dirigentes políticos que conocían la superioridad militar del enemigo, pero que optaron por no enfrentarse a la población, que había sido convencida del triunfo fácil por una prensa irresponsable y sensacionalista.

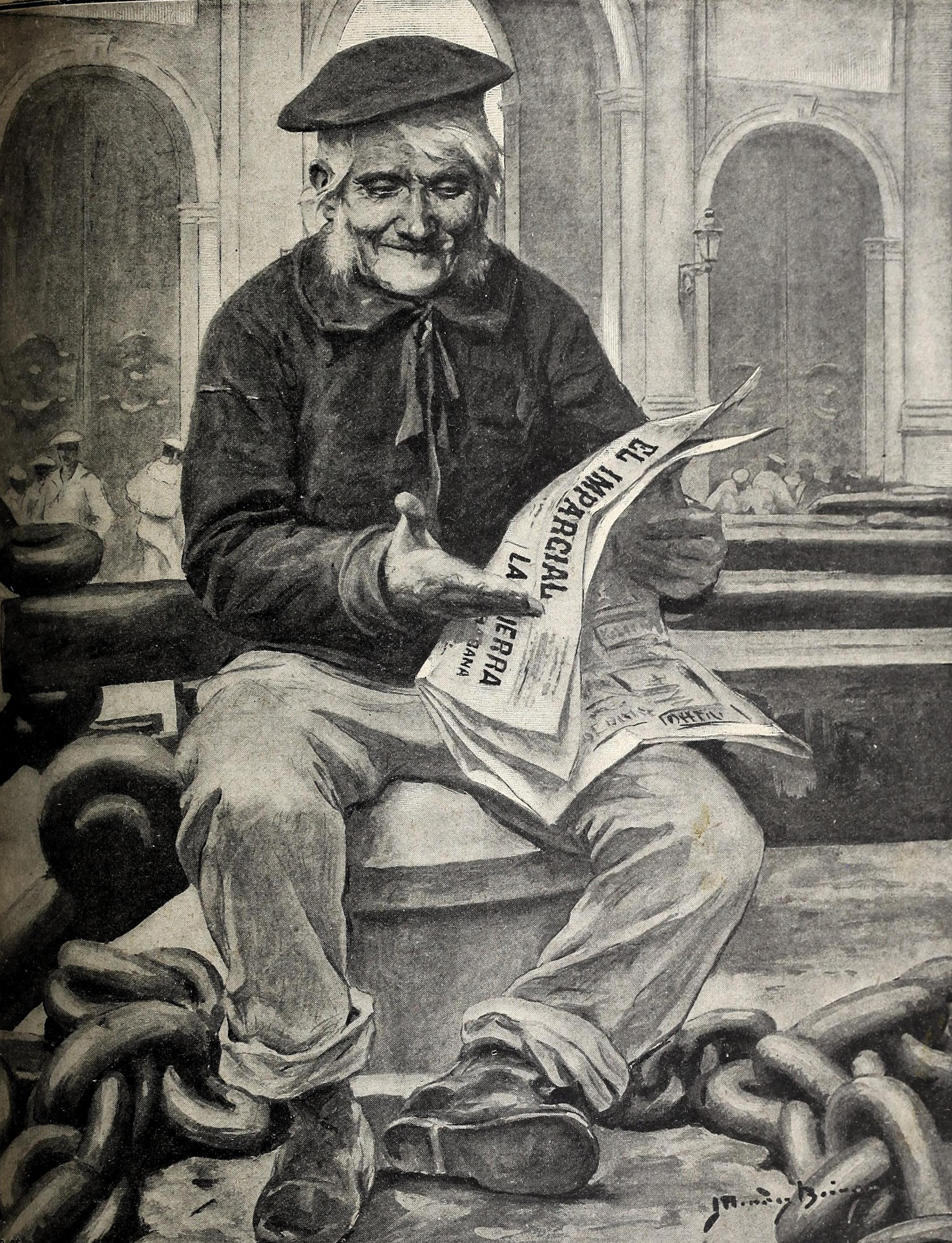
Un lector de El Imparcial (1898)

Durante la Restauración, se asiste al surgimiento de las grandes empresas periodísticas, favorecidas desde el poder, y que servirán de apoyo a la nueva situación política.
A partir de 1880 surgen nuevos medios cuantitativa y cualitativamente distintos a los del siglo XIX que constituyen el origen de la información propia del siglo XX. En torno a esta fecha los distintos países occidentales dictan leyes de prensa burguesas en las que se reconoce la libertad de expresión y organizan su estructura informativa en torno a las agencias nacionales de noticias que mantienen estrechas relaciones con los gobiernos y surten de información a los periódicos. Bajo ese predominio de las agencias, todos los medios atienden a los mismos temas. El nacimiento de las agencias de noticias provocó algunos cambios en la información: el establecimiento de la red telegráfica mundial dio como resultado la ubicuidad informativa y la tendencia a la uniformidad propias de la información del siglo XX, y la prensa ganó en objetividad.

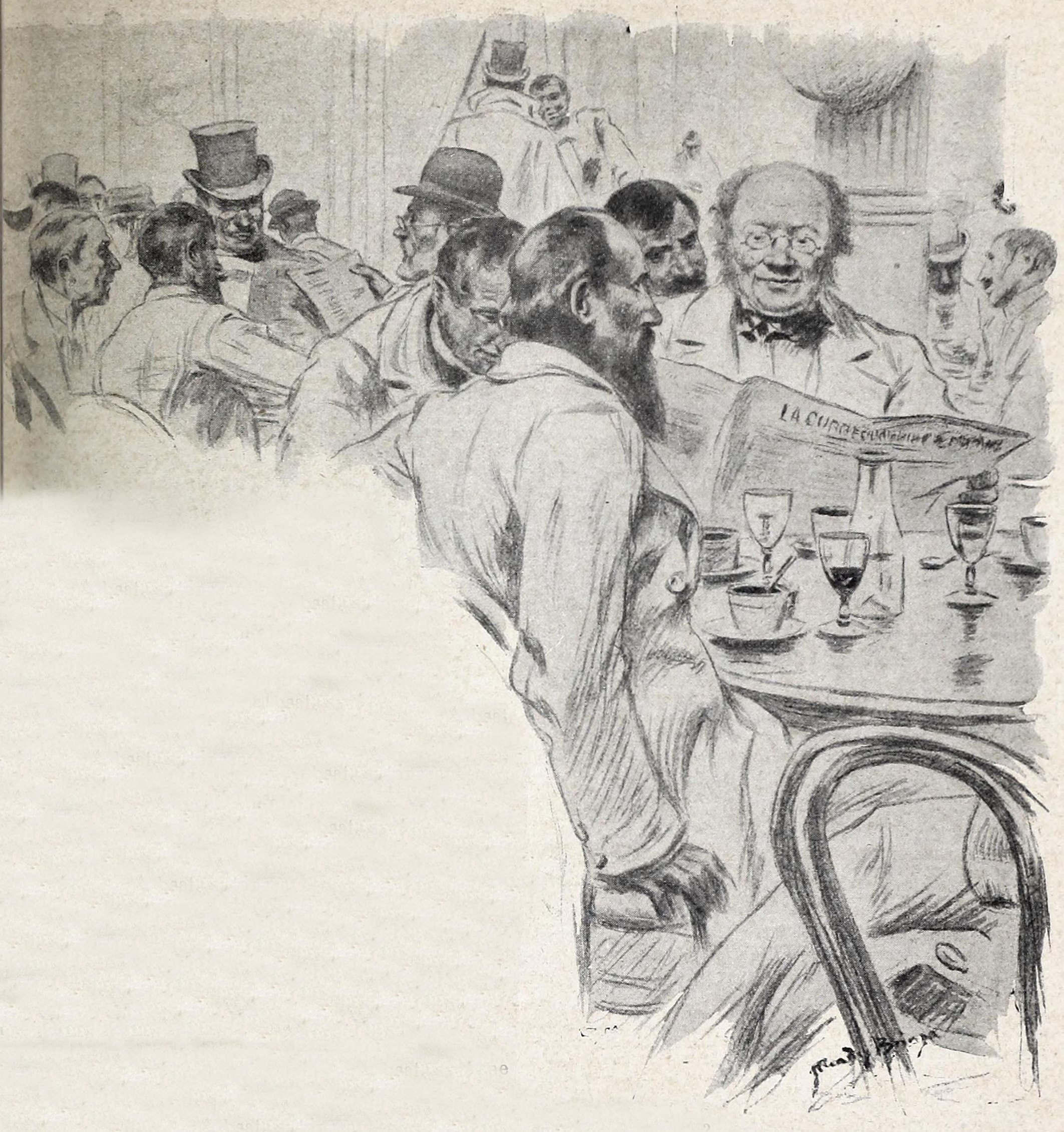
Lector de La Correspondencia de España (1899).

Se desarrolla entonces (en los últimos años del siglo XIX y primeros del XX) la llamada prensa de masas en Estados Unidos y algunos países de Europa: aumentan espectacularmente su tirada, incluyen muchas páginas de publicidad, se establecen en grandes edificios y obtienen unos beneficios insospechados hasta entonces, abandonan las viejas fórmulas y se atribuyen nuevas funciones en la sociedad del siglo XX: son bienes de uso y consumo, se venden a bajo precio y ofrecen a sus lectores un producto atractivo y bien acabado. Su presencia reiterada en la sociedad los convierte en instrumentos de gran influencia y ese exceso de poder les va a permitir provocar manipulaciones de todo tipo. Surge en este contexto la prensa amarilla.
A finales del XIX existe una clase de periódico con unas características, no muy distintas de las que definen a los actuales. Hay abundancia de información, mejor, variada y más extensa, alimentada por corresponsales en cada capital de provincia y en capitales de Europa, con noticias telegráficas y a veces dos ediciones: una por la mañana y otra por la noche. Los periódicos cuenta con una mayor variedad de secciones: sucesos, negocios, anuncios, extractos de sesiones de Cortes, viajes y entrevistas, sección diaria de espectáculos, artículos literarios, obras poéticas, cuentos, folletines, crítica.

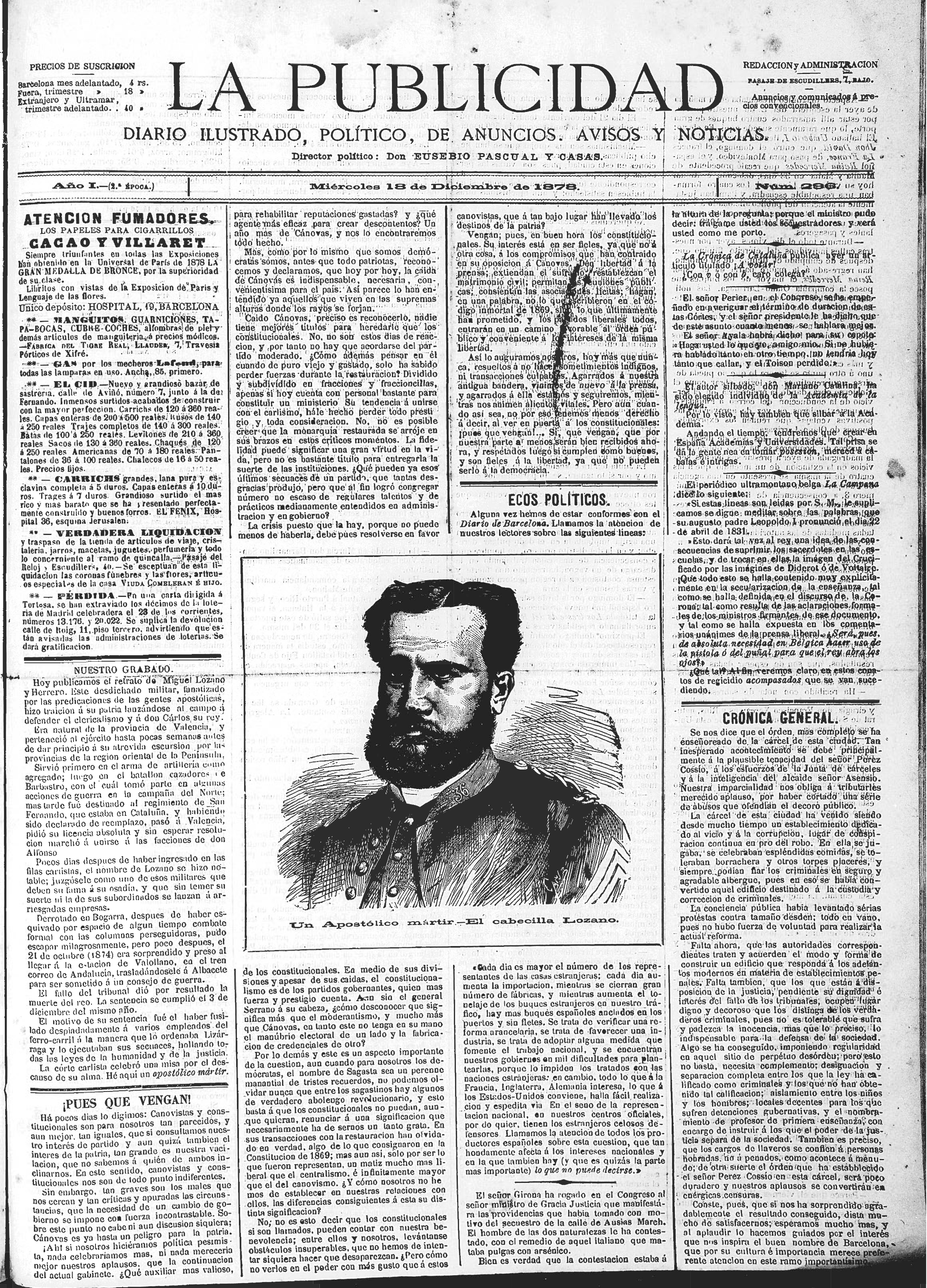
La Publicidad de Barcelona, periódico fundado en 1878.

En Cataluña La Vanguardia (de 1881 hasta la actualidad) fue creada en 1881 por los hermanos Godó, Bartolomé y Carlos. En 1896, Rafael Roldós creó Las Noticias, que le disputaría el liderato en Barcelona a La Vanguardia.

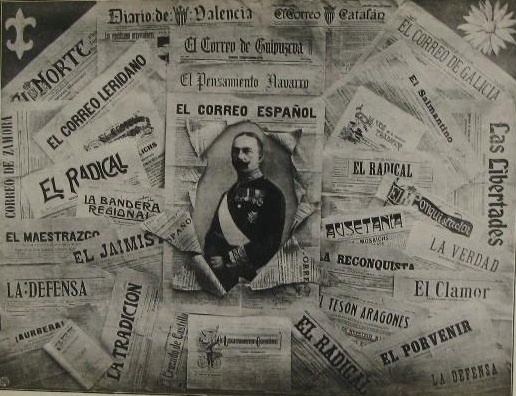
En 1914 se editaban en España 38 periódicos jaimistas (carlistas) y 9 integristas. La prensa tradicionalista y especialmente El Correo Español jugó un papel muy importante en la campaña germanófila española durante la Primera Guerra Mundial.

Según una estadística de 1887, ese año circulaban en España 1128 periódicos y revistas.
El ABC empezó siendo un semanario fundado por Torcuato Luca de Tena en 1903 y en 1905 se hizo diario. Tenía formato de revista, incluida una grapa, e ideología monárquica y conservadora. El Debate editado por la Editorial Católica, creada por Ángel Herrera Oria en 1910, defendía ideas católicas; duró hasta el comienzo de la guerra civil. Era un periódico de calidad con preocupaciones políticas, religiosas y culturales. En su seno nació la primera escuela de periodismo. El Sol fue fundado en 1917 por Nicolás María de Urgoiti. José Ortega y Gasset actuaba como principal inspirador intelectual y en él colaboraron, entre otros, Mariano de Cavia y Salvador de Madariaga. El Sol quería renovar la situación política y social del país, teniendo una cabecera hermana por la tarde, La Voz, de carácter más popular. La Nación fue un periódico referente de la derecha entre 1925 y 1936, cuyos talleres fueron incendiados en el violento clima anterior a la guerra civil española. La vinculación de la prensa con los partidos políticos a veces no era tan clara como podía parecer:

Uno de los reportajes más famosos en la historia del periodismo durante la Segunda República fue el realizado por Ramón J. Sender sobre la matanza de anarquistas en Casas Viejas para el diario La Libertad. El valor de la serie de artículos no se ve alterado, pero su significación política sí, al tener en cuenta que el periódico republicano era a la sazón propiedad de Juan March, y que por consiguiente resultaba de la máxima utilidad servirse del suceso para atizar un fuego en el cual ardiese el Gobierno presidido por Manuel Azaña. Otro tanto sucedía con el diario izquierdista La Tierra, en cuyas páginas colaboraban anarcosindicalistas y comunistas cargando un día tras otro contra el régimen, debidamente subvencionados por la derecha monárquica para tan santa labor.
Antonio Elorza

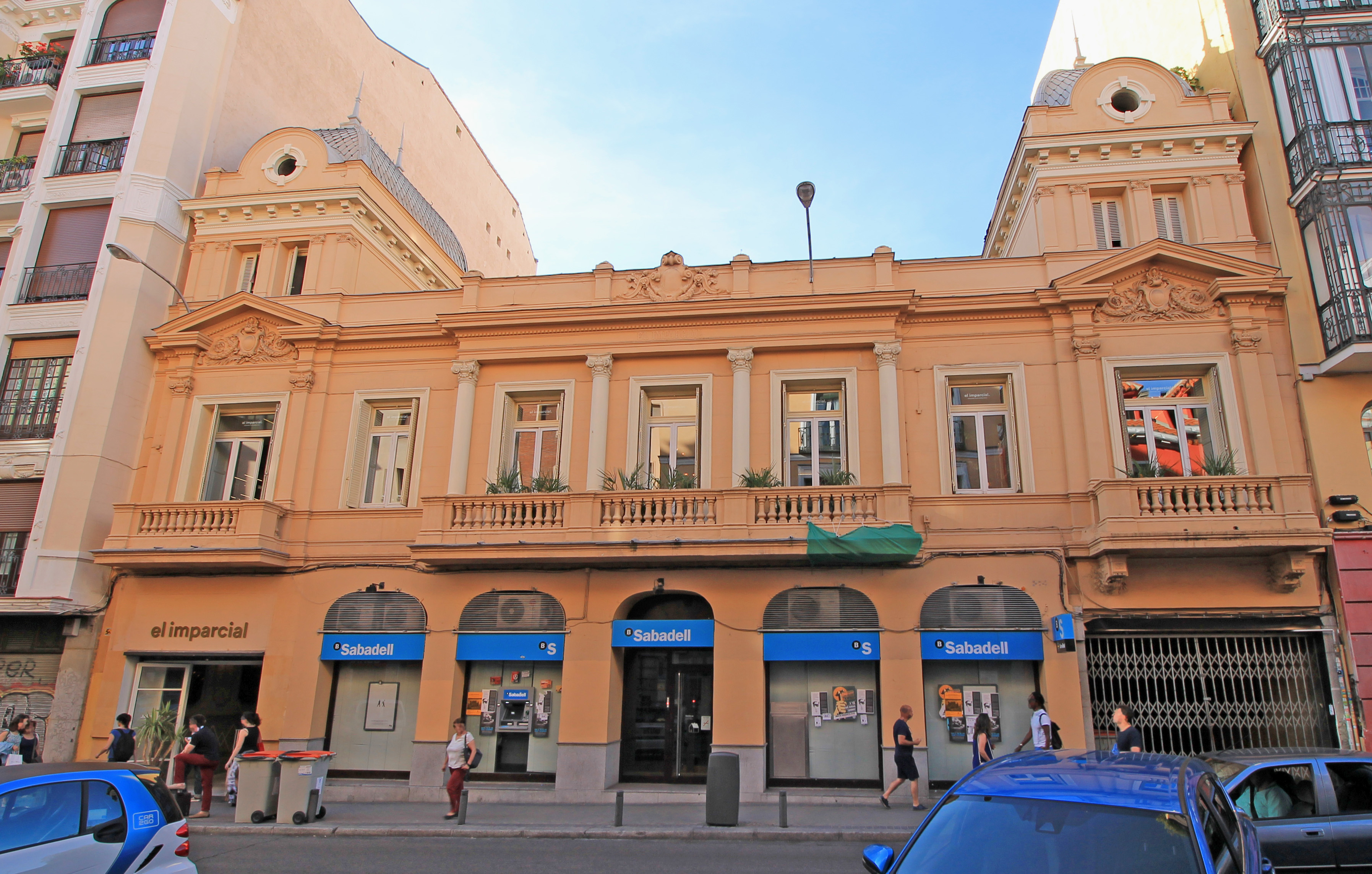
Sede de El Imparcial en Madrid

No conviene olvidar que la mayor parte son periódicos de empresa, que además del impacto en la opinión pública y la defensa de unos intereses y una ideología, buscan la rentabilidad económica y utilizan la publicidad como principal medio de financiación; pueden considerarse prensa de masas por contenidos y objetivos, pero no alcanzaron las grandes tiradas que caracterizaron a los diarios extranjeros por falta de un amplio público lector: España era todavía un país escasamente urbanizado, con elevados índices de analfabetismo. Pero desde 1910 los periódicos españoles están preparados para convertirse en periódicos de masas, se utiliza ya un lenguaje menos envarado y más ágil y se detecta cierta renovación léxica y estilística; la diagramación es más atractiva y aparecen fotografías; sus contenidos reflejan los gustos de la cultura de masas: entretenimientos públicos (fútbol, toros, teatro...), actos políticos, referencias a otros medios (prensa y cine), sección de cartelera, etc. Aparecen también páginas especiales o suplementos de economía, espectáculos, arte, deporte, agricultura, mujer y niños. Por otra parte, el impacto de la guerra europea potenció el interés por los temas extranjeros y los periódicos españoles se dividieron entre aliadófilos y germanófilos. Corresponde a esta época la aparición en España de las primeras mujeres periodistas. Destacan Carmen de Burgos, redactora del madrileño Diario Universal, Sofía Casanova, en ABC y Concha Espina que trabajó en El Correo Español de Buenos Aires y en España con La Libertad, La Nación, ya desaparecidos, y El Diario Montañés de Cantabria.

Había también periódicos ligados al movimiento obrero, como El Socialista (del PSOE), Tierra y Libertad (de la anarquista FAI), Solidaridad Obrera (de la poderosa CNT catalana) o Mundo Obrero (del PCE).
Según una estadística de 1914, circulaban ese año en España 138 publicaciones periódicas definidas como de «extrema izquierda», entre las cuales había 2 periódicos anarquistas, 26 socialistas, 79 republicanos, 10 federales, 3 republicanos socialistas, 15 radicales y 3 reformistas. El campo de la «extrema derecha» contaba con 136 publicaciones, entre ellas 89 católicas, 38 tradicionalistas (carlistas) y 9 integristas. Había 79 periódicos definidos como liberales, 52 como conservadores, 16 como regionalistas y 8 como «monárquicos no definidos». Existían además 154 periódicos que se definían en política como «independientes», aunque algunos de ellos eran considerados monárquicos y otros republicanos según la opinión general.
Aparece la prensa infantil, con el TBO, semanal desde 1917, cuyo nombre ha pasado a ser el que designa en España a lo que internacionalmente se denomina cómic.
En el periodo de entreguerras surgieron totalitarismos en distintos países occidentales (nazismo alemán, fascismo italiano, comunismo ruso, franquismo español etc.) Se establecieron dos modelos de información diferentes, el de estos Estados totalitarios, fundado en la propaganda como uno de los medios fundamentales para controlar a las masas a través de información sesgada y el control absoluto de todos los medios de comunicación, y el de las vacilantes democracias liberales como Inglaterra, donde se reconocía la libertad de expresión.
Debido a la competencia de los nuevos medios como el cine, la radio y la televisión, se desarrolló el fotoperiodismo. La imagen fotográfica ya no era un mero adorno, sino un lenguaje alternativo. Los medios se utilizaron como válvulas de escape de la realidad circundante: ofrecían un 90% de entretenimiento y un 10% de información amena y pretendían alejar al lector de sus problemas diarios.

## Segunda República
Buena parte de la historiografía actual se refiere a la Segunda República española como una “República de periodistas”. Efectivamente en las Cortes Constituyentes de 1931 se sentaban 47 periodistas. Después de los catedráticos de universidad constituían el grupo profesional más numeroso, excepción hecha naturalmente de los abogados.
Ciertamente, la accidentada vida de la Segunda República española no le permitió ser un ejemplo de libertad de expresión inmaculada. La censura siguió funcionando de hecho, las medidas de carácter represivo se prodigaron. De todos modos –y sobre todo visto desde la actualidad– los periódicos de entonces atacaban a sus adversarios con una agresividad que en la actualidad parecería inconcebible. La violencia acumulada en la sociedad española, de la que la prensa no era sino mero reflejo, iba a desembocar en una ruptura definitiva: el levantamiento militar contra el Gobierno legalmente constituido iba a truncar definitivamente el penúltimo intento de modernización de España.
La mayoría de los grandes periódicos acogió esperanzado la nueva situación surgida de las elecciones municipales del 12 de abril de 1931. Incluso entre los periódicos abiertamente monárquicos, El Debate, aplicando la doctrina del gobierno “de hecho” de León XIII, acató el nuevo régimen. ABC, en cambio, se mostró reticente desde el primer momento. El Gobierno provisional asumió todos los poderes y dictó una amplia amnistía. Ya en el Estatuto Jurídico Provisional que iba a regir la vida política hasta la proclamación de la nueva Constitución en diciembre de 1931, se reconocían todos los derechos individuales, naturalmente también el de expresión, aunque el Gobierno se reservaba un «régimen de fiscalización» de estos derechos. En el proyecto constitucional, el artículo 34 sancionaba la libertad de expresión y en el artículo 10 se decía que «Corresponde al Estado español la legislación y podrá corresponder a las Regiones autónomas la ejecución en la medida de su capacidad política a juicio de las Cortes, sobre las siguientes materias: (...) 10. Régimen de prensa. Asociaciones, reuniones y espectáculos públicos». A raíz de la quema de conventos de 11 de mayo fueron suspendidos los diarios ABC y El Debate. El primero reaparecería el 3 de junio y el segundo, el 20 de mayo.
Poco después de la aprobación del artículo 26 de la Constitución relativo a la cuestión religiosa se pasó a discutir un proyecto de ley denominado «de Defensa de la República» promulgada el 24 de octubre en la que se consideraban actos de agresión a la República el difundir noticias que pudieran perturbar la paz y el orden público. Gracias a esta ley fueron numerosas las multas y suspensiones a derecha y a izquierda. Poco antes de proclamarse la república, El Sol y La Voz, habían sido adquiridos por un grupo de personalidades monárquicas. De todos modos ambos periódicos se adhirieron al nuevo régimen. Dentro del panorama de la prensa diaria durante la República el diario Ahora ocupó un lugar destacado. Comenzó a publicarse el 16 de noviembre de 1930, coincidiendo con la sublevación republicana de Jaca. Nació con una intención clara de competir desde posiciones más progresistas con el diario ABC. Aunque de tamaño algo mayor, Ahora imprimía también varias páginas en huecograbado y su portada la ocupaba siempre una fotografía de actualidad. Hizo gala también al principio de fidelidad monárquica que luego se trocaría en respeto por el nuevo régimen republicano.
El diario Ahora era propiedad de Luis Montiel Balanzat al que, más que periodista habría que denominarle empresario periodístico, habiendo comenzado en la industria papelera y luego de artes gráficas. Montiel había lanzado en 1926 el diario literario La Novela Mundial al que siguieron otros y finalmente en enero de 1928 la revista semanal Estampa. A Montiel se debe también una de las más populares publicaciones deportivas españolas: el semanario As que apareció en junio de 1932. Ante el peligro de verse desbordada por la izquierda o por la derecha, la República necesitaba de una prensa adicta. Después de la aventura de Crisol, Urgoiti había fundado el diario Luz con una importante participación de la Agrupación al Servicio de la República, con José Ortega y Gasset, Gregorio Marañón y Ramón Pérez de Ayala. Luz, como antes El Sol y Crisol, iba a ser dirigido por Félix Lorenzo.
El Socialista comenzó en septiembre de 1932 a airear la noticia de que, financiado por el acaudalado Luis Miquel, se iba a constituir un “trust” periodístico con El Sol, La Voz y Luz. A pesar de los desmentidos, todo era cierto. El mexicano Martín Luis Guzmán, que había sido secretario de Pancho Villa y que contaba entonces con la confianza de Azaña, puso a éste en contacto con Luis Miquel. Tras el fracaso y la sublevación del 10 de agosto, Miquel logró hacerse con la propiedad de El Sol y de La Voz, al parecer con la amenaza de implicar a sus propietarios monárquicos en la intentona. El 14 de septiembre, Luz anunciaba el «concurso de capitales nuevos» que lo vigorizarían y el cambio, «por razones de salud», del director Félix Lorenzo al que sustituiría Luis Bello. Con Luis Miquel como presidente del Consejo de Administración y Martín Luis Guzmán como gerente, quedó efectivamente constituido el “trust” que agrupaba a los tres periódicos. De todos modos, la aventura iba a terminar en un fracaso económico. Además, Bello iba a tener serias discrepancias con los miembros socialistas del Gobierno, lo que llevaría a su cese al frente de Luz el 8 de marzo de 1933, provocando una seria crisis en la redacción: el propio Luis Miquel iba a ser obligado a asumir la dirección y Nicolás M.ª Urgoiti la subdirección. Poco después, Miquel perdió la propiedad de El Sol y La Voz por edicto del Juzgado de Primera Instancia n.º 6 de Madrid. La nueva empresa designó como director de El Sol a Fernando García Vela, fiel colaborador de Ortega y Gasset, y confirmó en La Voz a Enrique Fajardo (“Fabián Vidal”). El diario Luz, en cuya dirección Miquel había sido sucedido por Corpus Barga, dejó de publicarse el 8 de septiembre de 1934.

## Guerra Civil
Durante la Guerra civil, tanto en la zona republicana como en la nacional se instituyeron organismos oficiales dedicados exclusivamente a la propaganda (el Ministerio de Propaganda en la zona republicana y la Delegación de Prensa y Propaganda en la zona sublevada). En la zona geográfica ocupada por cada bando solo podían editarse periódicos adictos, y sometidos a una fuerte censura de guerra. El caso más curioso lo protagonizó ABC, cuya edición en Sevilla continuó respondiendo a su ideología tradicional, apoyando al bando de los sublevados, mientras que las instalaciones de Madrid fueron expropiadas y se editaba, con la misma cabecera, pero al servicio de la causa republicana (controlado por Unión Republicana), mientras que las instalaciones de El Debate pasaban a publicar el Mundo Obrero. Hubo, con todo, periodistas honestos que cuestionaron la violencia y absurdo de la guerra desde una perspectiva meramente humana, como el demócrata Manuel Chaves Nogales, al que ambos bandos querían fusilar. 
En las trincheras de los sublevados se difundía un periódico satírico, La Ametralladora, donde colaboraban humoristas de la talla de Miguel Mihura y Álvaro de la Iglesia, que durante el franquismo continuaron el género con La Codorniz, decana del género hasta que la rebasó en tiempos modernos El Jueves. Del otro lado, en la zona republicana se difundía la más elitista El Mono Azul (de paradójico color, que hacía referencia al uniforme oficioso de los milicianos y el proletariado), con colaboraciones de los poetas de la generación de 1927.

## Franquismo
Los vencedores aprendieron de la guerra que los medios debían cumplir una función social de servicio público. Se desarrolló entonces la teoría de la responsabilidad social de los medios. Desde 1945 a 1970 se vive una etapa de expansión económica que repercute en el desarrollo del sector informativo. Los Estados democráticos defienden la libertad de expresión y, al mismo tiempo, establecen normas de control de los medios. Paralelamente, se convierten en dueño de diarios, emisoras de radio y cadenas de televisión públicas. El negocio informativo crece y las empresas de información aumentan su poder. Esto favorece la concentración de los medios (cada vez menos empresas son dueñas de más medios), a pesar del control de los Estados que promulgan leyes antimonopolio. Sin embargo, mientras que en los Estados democráticos se asienta definitivamente la libertad de expresión, esto no representa la situación de la España del franquismo, donde se mantuvo la ley de prensa de 1938, pensada para el control férreo de las publicaciones durante la Guerra Civil.
Durante la Segunda Guerra Mundial buena parte de la prensa española llegó a estar controlada por el jefe de propaganda de la Embajada alemana en Madrid, el judío pronazi Josef Hans Lazar. El principal exponente de esta situación fue el diario Informaciones, que se convirtió en el principal foco del publicismo antisemita y filonazi en España.

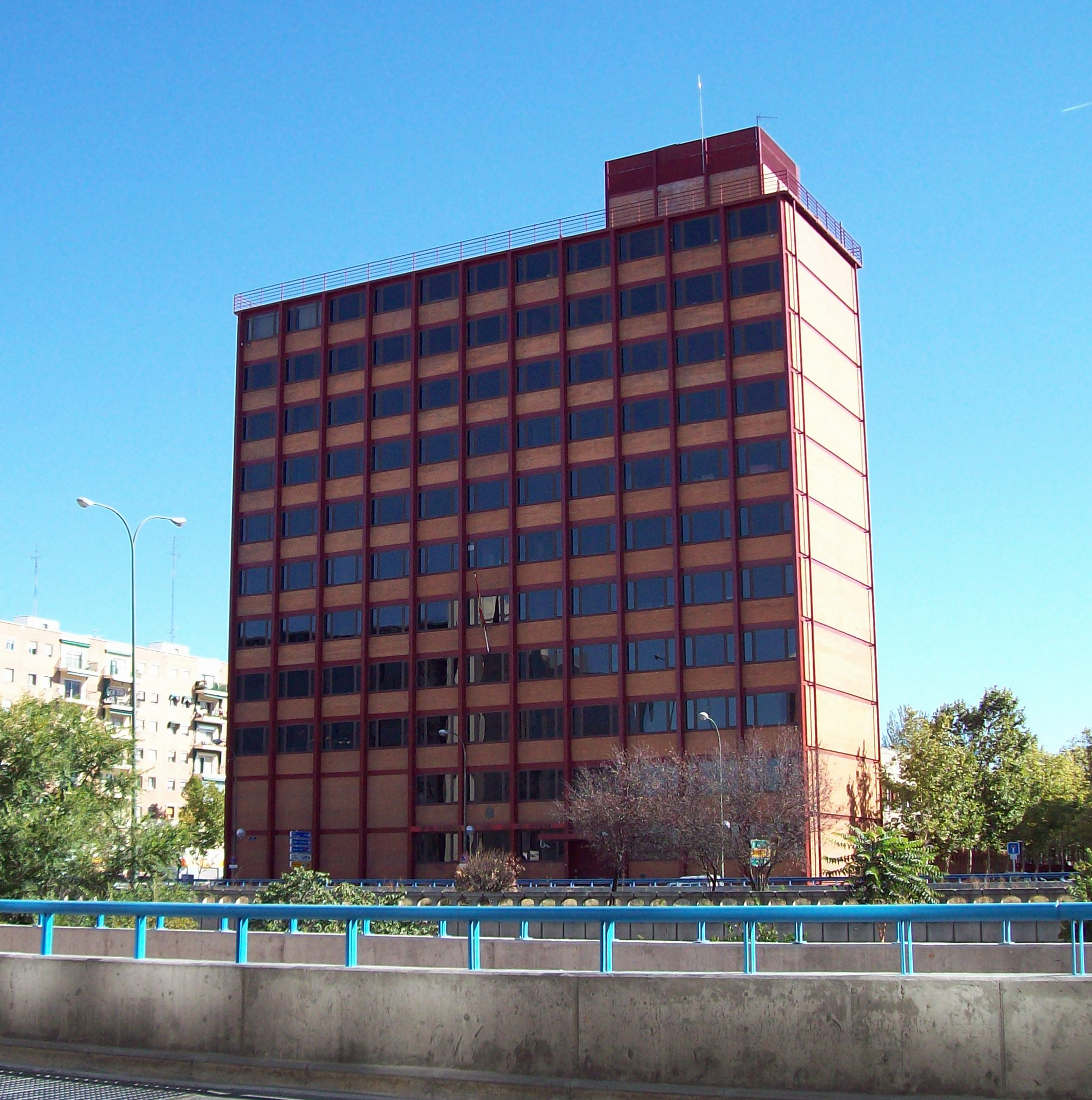
Antigua sede del diario Arriba en el paseo de la Castellana de Madrid

Las características más importantes de la prensa de esta época fueron la censura previa y las llamadas "consignas" a través de las cuales el ministerio de Información y Turismo podía ordenar la inserción de artículos, incluso de editoriales, con una determinada tendencia o contenido. Las cabeceras de los periódicos de Madrid representaban la mínima pluralidad que se consentía entre las distintas familias del régimen:
- ¡Arriba!: oficialista, considerado como el órgano del Movimiento Nacional. En alguna ocasión se utilizaba para probar el control de una u otra de las familias (el "gironazo" publicado por José Antonio Girón de Velasco en 1974).
- Hoja del Lunes, el único periódico que podía distribuirse ese día, por ser obligatorio el descanso dominical en todos los demás. La de Madrid se imprimía los talleres del ¡Arriba! (anteriormente en los del Ya). Venía editándose desde 1930 por la Asociación de la Prensa de Madrid, y había equivalentes en toda España (el Real Decreto de 1-5-1926 concedía a las diferentes asociaciones de la prensa la posibilidad de publicarlas con para sufragar las necesidades de sus asociados). Dejaron de aparecer en los años 1980, cuando los periódicos empezaron a aparecer todos los días.[19]
- El Alcázar: excepto un corto periodo liberal entre 1966 y 1969, de extrema derecha (lo que se vino en llamar el búnker), editado primero por una empresa cercana a Opus Dei y, a partir de 1975, por la Hermandad de Excombatientes.[20]
- Diario Ya: católico (lo que en el primer franquismo significaba nacionalcatólico y tras el Concilio Vaticano II, alejado del régimen), heredero de El Debate; vagamente controlado por la conferencia episcopal y la Asociación Católica Nacional de Propagandistas, inspirados por el periodista y cardenal Ángel Herrera Oria.
- Pueblo: próximo al sindicato vertical (lo que en el primer franquismo significaba nacionalsindicalista y en su fase final pasó a ser considerado de alguna manera "obrerista"), dirigido en esa última época por Emilio Romero, que coqueteaba con ambientes de la oposición de izquierdas sin abandonar el falangismo. Fue el periódico más leído de España después de La Vanguardia y ABC.
- ABC: de la familia Luca de Tena, conservador y monárquico, con la presencia de Luis María Anson, que acabaría dirigiéndolo. La opción de Franco por la sucesión de Juan Carlos de Borbón en vez de la de su padre Juan de Borbón (exiliado en Estoril) tensionó las relaciones del régimen con el periódico, que fue secuestrado en alguna ocasión (1966). ABC fue el periódico madrileño con mayor tirada, superado solo por La Vanguardia a nivel nacional.
- Diario Madrid: el que terminó demostrando una mayor decisión de desafiar al régimen, aprovechando el ambiente tímidamente aperturista de la ley de prensa de Manuel Fraga (1966). A pesar de ello, acabó siendo sancionado y clausurado en 1971. Su edificio fue demolido con una espectacular voladura.
- Informaciones: diario vespertino que era considerado el de orientación más progresista dentro de lo posible, después del cierre del diario Madrid. Se hicieron famosas las viñetas de Forges.
- Cambio 16: revista semanal publicada a partir de 1971 de orientación liberal tanto en lo económico como en lo político. Durante los dos últimos años de la dictadura, se convirtió en el periódico más progresista de España y consiguió un enorme aumento de su tirada.
- Triunfo: revista publicada entre 1946 y 1982, fundada y dirigida durante toda su existencia por José Ángel Ezcurra.  Semanario de espectáculos en su nacimiento, se transformó en revista de información general en 1962, cuando empezó su época de esplendor, convirtiéndose pronto en el referente intelectual de la España de esa época.

Aparte de la muy activa prensa de Barcelona (donde La Vanguardia y Solidaridad Obrera vieron cambiado su nombre por La Vanguardia Española y Solidaridad Nacional), en el resto de las provincias había multitud de periódicos, entre los que puede destacarse El Norte de Castilla, dirigido por Miguel Delibes, y donde empezó su carrera periodística Francisco Umbral.

### La ley de prensa de 1966 y laprensa independiente
Durante los primeros años del franquismo la Prensa estaba controlada de cerca por el ministerio de Información a través de los mecanismos de censura establecidos por la ley de prensa de 1938, situación que empezó a cambiar a partir de 1962. En este año el ministro de Información, Gabriel Arias-Salgado, fue cesado a causa de las críticas internacionales sobre su campaña de prensa contra los participantes en el llamado Contubernio de Múnich. Le sucedió en el cargo el joven Manuel Fraga Iribarne, considerado en este tiempo uno de los representantes más liberales del régimen. Durante los años siguientes, Fraga impulsó una nueva ley de prensa, aprobada en 1966, que abolió la censura previa y las "consignas". Sin embargo, esta liberalización fue solo parcial, ya que siguió prohibida la publicación de ciertas opiniones, por ejemplo, la crítica abierta del régimen. Además, se reforzó el principio de la responsabilidad civil e incluso penal de los redactores que infringieran las disposiciones de la ley. De esta forma, se pretendió sustituir el sistema de censura previa por un sistema de autocensura de los órganos de prensa.
No obstante, durante los años siguientes, varios periódicos trataron de explorar los límites de la nueva libertad de expresión, a través de textos provocadores y críticas más o menos encubiertas del régimen. En este contexto, tuvieron especial importancia los diarios Madrid, El Alcázar y Nuevo Diario. Los tres periódicos, que formaron la autodenominada prensa independiente, fueron dirigidos por miembros aperturistas del Opus Dei que intentaron aprovechar los lazos de esta organización católica para liberalizar el régimen (a pesar de que, justamente, los ministros opusdeístas formaron parte del núcleo más conservador dentro del gabinete franquista). Sin embargo, a partir de 1968 el desafío de la prensa independiente al régimen provocó reacciones drásticas por parte del ministerio de Información, que finalmente llevaron a un relevo de las empresas editoras de El Alcázar y de Nuevo Diario en 1969 y al cierre de Madrid en 1971.
Después del cese de Fraga como ministro de Información en 1969, además, se volvieron a intensificar la censura y los secuestros de periódicos. Sin embargo, durante los últimos años del régimen, también los periódicos más establecidos (como La Vanguardia y, en menor grado, ABC y Pueblo) aprovecharon el relativo liberalismo de la ley de prensa para diversificar el discurso político y criticar —aunque siempre de forma moderada o solapada— las políticas del régimen. De esta manera, en el momento de la muerte de Franco, los periódicos fueron el lugar donde se llevaron a cabo los debates políticos más controvertidos e importantes del país. Mientras las instituciones políticas como las Cortes seguían controladas por los sectores ortodoxos del régimen, la Prensa se había convertido, según una expresión de la época, en un parlamento de papel.

### El humor y la evasión
Los años del franquismo fueron también los del florecimiento de publicaciones periódicas infantiles, entre las que sobrevivía el TBO, y al que se añadieron en los años cincuenta Pulgarcito, Tío Vivo y El DDT, de la Editorial Bruguera (refugio en la evasión de no pocos adultos), y Pumby o Jaimito, de Editorial Valenciana, entre otros. Alguna hubo de claro encuadramiento político en el régimen, como Flechas y Pelayos. La evolución de La Codorniz (de orígenes intelectuales provenientes del falangismo, las vanguardias artísticas y el surrealismo) hacia un humor amargo y desencantado le dio no pocos problemas con la censura, y dio paso en los años setenta a otras publicaciones de humor adulto que siguieron rozando el límite de lo permitido, desde una posición claramente progresista: Hermano Lobo, El Papus, y ya en 1977 El Jueves, decana de las revistas de humor en España.
Una función especial cumplió la prensa que se consideraba menos seria o más popular, que podría compararse con el papel de evasión que en literatura tenían los llamados subgéneros (las novelas del oeste de Marcial Lafuente Estefanía o las novelas rosas de Corín Tellado) y en radio las radionovelas (Ama Rosa, Simplemente María), género en el que destacó Guillermo Sautier Casaseca. Aunque de un modo mucho más modesto al que se desarrolló en el periodo posterior, la prensa de evasión tenía en el sensacionalismo su orientación dominante, con uso masivo de fotografías y, según los casos, el color, o el papel satinado y de mayor calidad. El Caso se centraba en la temática de sucesos, centrándose en los aspectos más sórdidos, marcando los anchos límites del buen gusto que la censura permitía. La prensa del corazón, de periodicidad semanal, contaba con un público mayoritariamente femenino. Aparte de su amplia distribución llegaba a un masivo público lector casual o habitual en consultas y peluquerías, donde se establecían tertulias comentándola. Estaba segmentada (en precio y prestigio social) en una versión aristocrática (Hola, 1944-, con versiones internacionales) y otras más populares (Diez Minutos, 1951-, o Pronto, 2014-, la más vendida). También son importantes Semana (1940-) y Lecturas (1917-), decana de las revistas rosas o del corazón españolas.

## Transición y democracia

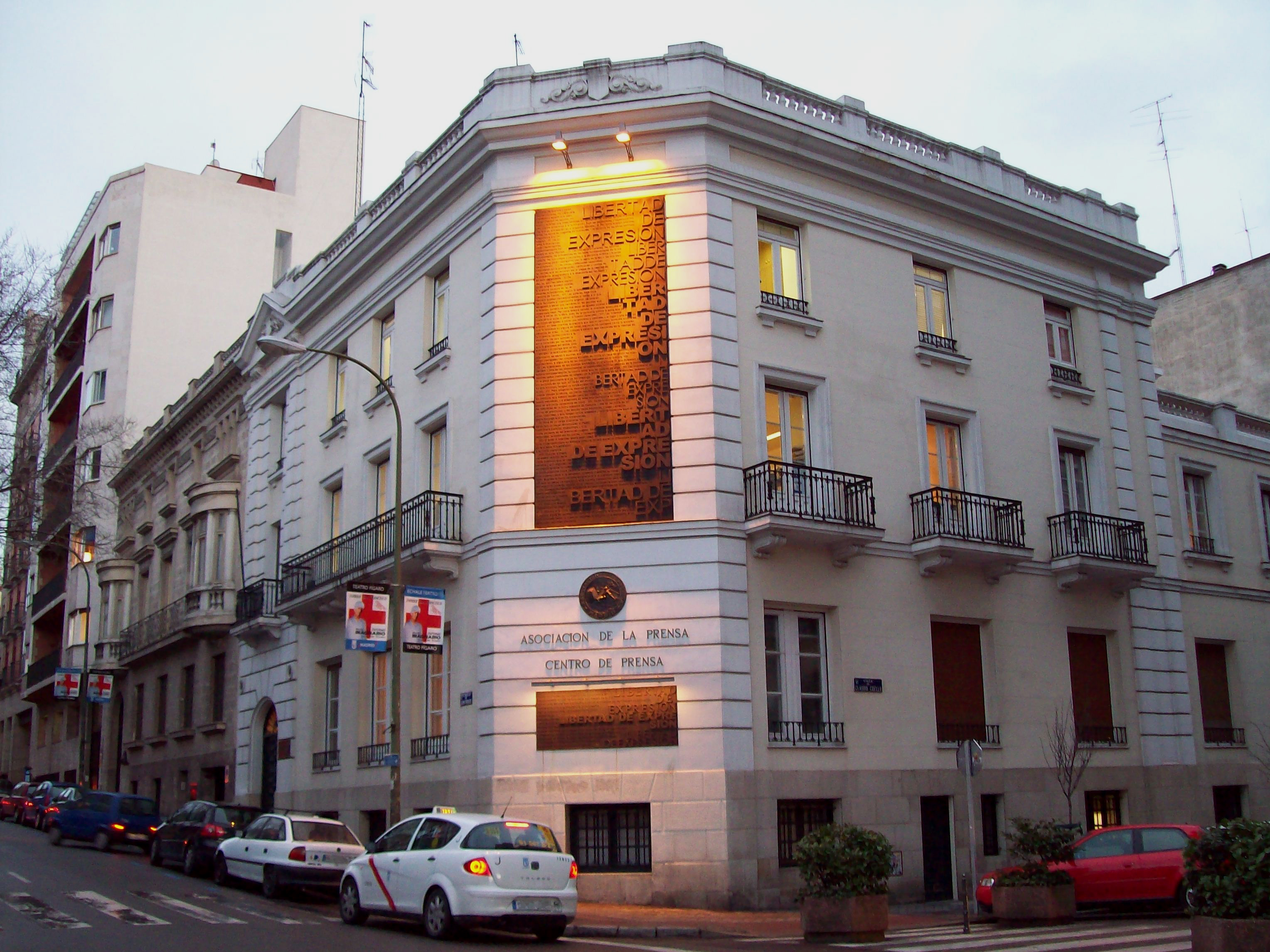
Sede de la Asociación de la Prensa de Madrid

En el año 1970 se inicia una crisis que da entrada a la sociedad de información en la que estamos inmersos. El desarrollo de las nuevas tecnologías afecta a todos los medios de comunicación. Hay un claro predominio de las agencias y cadenas de televisión estadounidenses. Muchos estados que mantenían medios públicos los privatizan dejándolos en manos de grandes grupos empresariales (Prisa, Grupo Zeta, Grupo Godó, Grupo Correo, Prensa Española, estos dos últimos fusionados desde septiembre del 2001 en Vocento).
En España, tras la transición democrática, la prensa experimenta un importante auge con la aparición de publicaciones de todo tipo. Además de periódicos con historia, como el ABC o La Vanguardia, aparecen otros nuevos como El País (Grupo Prisa, considerado cercano al PSOE) o El Mundo (considerado cercano al Partido Popular), que se convierten enseguida en sólidas empresas de comunicación y grupos de poder. Otros han tenido una vida más efímera, como Diario 16, surgido a partir de la experiencia en la transición de la revista Cambio 16. Fue en ese periódico donde se inició como director Pedro J. Ramírez, posteriormente en El Mundo. De aún más reciente creación, se ha consolidado algún otro periódico, como La Razón (de tendencia muy conservadora, dirigido originalmente por Luis María Ansón, que había salido del ABC por discrepancias con la propiedad, y que terminó abandonando también su nuevo periódico tras haberlo hecho crecer con bastante éxito). Luis María Anson y Juan Luis Cebrián (en ese momento directores del ABC y El País) fueron nombrados simultáneamente (1996) académicos de número de la Real Academia Española, en lo que se vio como un reconocimiento de la contribución de la prensa escrita a la lengua y un intento de la institución por aparecer neutral al debate mediático y político.
En Barcelona surgieron otras cabeceras, además de la tradicional La Vanguardia (Grupo Godó, considerado no nacionalista y conservador), como El Periódico de Cataluña (Grupo Zeta, considerado no nacionalista y progresista), y Avui (cercano al nacionalismo catalán). En el País Vasco, El Correo (antes llamado El Correo Español-El Pueblo Vasco, grupo Vocento, considerado no nacionalista y conservador), Deia (cercano al PNV) y Egin (cerrado por orden judicial por su vinculación con ETA, donde publicaban periodistas que asimismo fueron procesados, como Pepe Rei) cuyo espacio fue ocupado por Gara, también perteneciente al ámbito de Herri Batasuna.
Al igual ha ocurrido a lo largo de toda la Edad Contemporánea, la nómina de periodistas con alta calidad literaria es muy extensa, con nombres como Antonio Gala, Francisco Umbral, Miguel Delibes, Gabriel García Márquez, Carlos Luis Álvarez, Fernando Savater, Raúl del Pozo, Almudena Grandes, Juan José Millás, José Antonio Marina, Rafael Sánchez Ferlosio, Mario Vargas Llosa, Jorge Edwards, Gabriel Albiac, Manuel Alcántara, Jorge Berlanga, Antonio Burgos, Miguel García Posada, David Gistau, Luis Antonio de Villena, Manuel Hidalgo, Eduardo Mendicutti, Rosa Montero, Javier Ortiz, Carmen Rigalt, Manuel Vázquez Montalbán, Vicente Verdú, Manuel Vicent, Espido Freire, Lucía Etxebarría, Francisco Nieva, Juan Marsé, José Luis Alvite, Tomás Cuesta, Faustino Álvarez, Pedro Narváez, Pedro G. Cuartango, Julián Lago, José Luis Gutiérrez, Alfonso Ussía, Juan Manuel de Prada, Manuel Martín Ferrand, Alfonso Armada, Alfonso Rojo, Arturo Pérez-Reverte, Félix de Azúa, Javier Marías, Juan Cruz, Mónica Fernández Aceytuno, Ignacio Camacho..., y de columnistas que introducen argumentos en el debate de ideas de una sociedad: Jaime Campmany, Eduardo Haro Tecglen, Martín Prieto, etc.

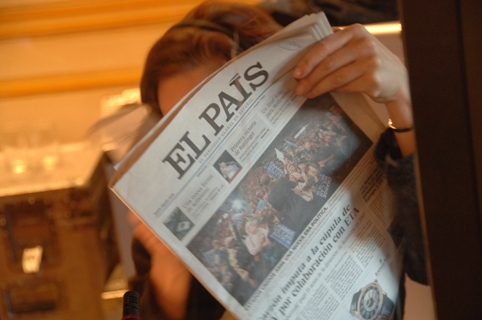
Lector de prensa en 2008

La presencia de la prensa escrita en los acontecimientos de los últimos años no ha sido exclusivamente como reflejo de la realidad, sino que muchas veces la anticipa y provoca: los escándalos periodísticos más famosos tuvieron que ver en su mayoría con campañas dirigidas por el periódico El Mundo (bajo el nombre de periodismo de investigación) contra los últimos gobiernos socialistas de Felipe González, con motivo de casos de corrupción (Juan Guerra, Filesa y Luis Roldán) o la llamada guerra sucia del grupo terrorista GAL, actividad que vuelve a emprender tras los atentados del 11 de marzo de 2004, sosteniendo la llamada teoría de conspiración. Luis María Anson llegó a hacer unas declaraciones en que atribuía la caída de Felipe González a una campaña periodística concertada entre él mismo y otros periodistas como Pedro J. Ramírez, que terminó llevando al gobierno a José María Aznar.

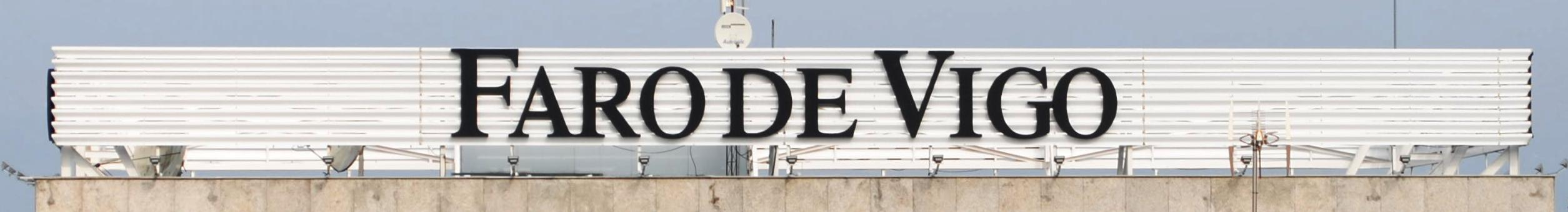
El Faro de Vigo, diario decano de la prensa española a comienzos del siglo.

El formato tradicional de la prensa escrita se ha visto desafiado en los últimos años por la aparición de dos nuevos competidores: la generalización de Internet y de la prensa electrónica (siendo parte sustancial del modelo de La Marea y Público, así como de Eldiario.es), así como de medios de información alternativos como los blogs y, en segundo lugar, la aparición de la prensa gratuita, distribuida en la calle y no en los lugares habituales como quioscos (20 minutos, Metro, ADN, Qué!). Menos éxito tuvo un periódico que concibió como método de integración social para indigentes, que actuaban como vendedores como alternativa a la mendicidad (La Farola).

### Principales periódicos en la actualidad

#### Generalistas
- El País (Sede Madrid, toda España)
- El Mundo (España) (Sede Madrid, toda España)
- ABC (periódico) (Sede Madrid, toda España)
- La Razón (España) (Sede Madrid, toda España)
- La Vanguardia (Sede: Barcelona, casi toda España)

#### Deportivos
- Marca (periódico)
- As (periódico)
- Sport (periódico)
- Mundo Deportivo
- L'Esportiu (en catalán)

#### Económicos
- Expansión (periódico)
- Cinco Días
- El Economista (España)

#### Generalistas Autonómicos o provinciales
- El Periódico de Catalunya (Sede: Barcelona, Cataluña, las islas Baleares y la Comunidad Valenciana, el microestado pirenaico de Andorra, la Franja de Aragón)
- Ara (diario) (en catalán) (Sede: Barcelona, Cataluña, las islas Baleares y la Comunidad Valenciana, el microestado pirenaico de Andorra, la Franja de Aragón)
- El Correo (Sede Bilbao: Vizcaya, Guipúzcoa, Álava, Navarra, Baja Navarra, Labort, Sola, Valle de Villaverde, Comarca del Ebro (Enclave de Treviño, Miranda de Ebro...) .[23])
- El Diario Vasco (sede: San Sebastián: Guipúzcoa, Vizcaya, Álava, Navarra, Baja Navarra, Labort, Sola, Valle de Villaverde, Comarca del Ebro (Enclave de Treviño, Miranda de Ebro...))
- El Diario Montañés (Cantabria)
- La Verdad Región de Murcia
- Ideal Andalucía Oriental (Almería, Granada y Jaén)
- Diario Hoy (Extremadura)
- Diario Sur sur de Andalucía (Málaga, Interior, Axarquía, Marbella, Costa del Sol, Melilla, Campo de Gibraltar)
- La Rioja (La Rioja)
- El Norte de Castilla (sede: Valladolid, toda Castilla y León principalmente: Valladolid, Palencia, Segovia, Salamanca)
- El Comercio(Asturias)
- Las Provincias (sede: Valencia, toda Comunidad Valenciana)
- La Voz de Cádiz (Cádiz)
- Heraldo de Aragón (Sede: Zaragoza, toda Aragón)
- El Periódico de Aragón (Sede: Zaragoza, toda Aragón)
- Diario de Navarra (Sede: Pamplona, toda Navarra)
- Diario de Noticias (Sede: Pamplona, toda Navarra)
- La Provincia (Canarias) (Sede: Las Palmas de Gran Canaria, toda Canarias)
- Canarias7 (Sede: Las Palmas de Gran Canaria, toda Canarias)
- Última Hora (España) (Sede: Palma de Mallorca, toda Islas Baleares)
- Diario de Mallorca (Sede: Palma de Mallorca, toda Islas Baleares)
- La Tribuna de Castilla-La Mancha (Sede: Albacete, toda Castilla-La Mancha)
- Diario de León (León)
- El Día de Valladolid (Valladolid)
- La Gaceta Regional de Salamanca (Salamanca)
- Diario de Burgos (Burgos)
- La Opinión-El Correo de Zamora (Zamora)
- Diario Palentino (Palencia)
- Diario de Ávila (Ávila)
- El Adelantado de Segovia (Segovia)
- Heraldo-Diario de Soria (Soria, se vende conjuntamente con el El Mundo en toda la provincia de Soria)
- La Voz de Galicia (Sede: La Coruña, toda Galicia)
- Nós Diario (Sede: Santiago de Compostela, toda Galicia)
- Diario de Pontevedra (Pontevedra)
- Faro de Vigo (Sede Vigo, toda la Provincia de Pontevedra)
- El Progreso (periódico) (Lugo)
- La Región (Galicia) (Orense)

## Leyes de prensa
- Ley de Policía de Imprenta de 26 de junio de 1883.
- Ley de Prensa de 22 de abril de 1938.
- Decreto de 13 de marzo de 1953 y Orden de 25 de mayo del mismo año sobre derecho de rectificación en prensa periódica
- Decreto de 11 de julio de 1957 por el que se regula el requisito de pie de imprenta en las publicaciones.
- Orden de 24 de febrero de 1942 sobre publicación de revistas
- Orden de 23 de marzo de 1946 sobre censura previa
- Órdenes de 28 de enero de 1952 y 13 de agosto de 1962 sobre nombramiento y sustitución de directores.
- Orden de 31 de octubre de 1957 sobre publicación de información general.
- Orden de 4 de octubre de 1958 sobre Registro de Empresas periodísticas.
- Orden de 7 de febrero de 1963 sobre acreditación de informadores extranjeros
- Ley 14/1966, de 18 de marzo, de prensa e imprenta.
- Real Decreto-ley 24/1977, de 1 de abril, sobre Libertad de Expresión.
- Ley Orgánica 2/1984, de 26 de marzo, reguladora del Derecho de Rectificación.
- Ley 29/1984, de 2 de agosto, por la que se regula la concesión de ayudas a empresas periodísticas y agencias informativas.